# Letrero gigante de ciudad
Los letreros gigantes de ciudad son grupos de letras de grandes dimensiones que componen el nombre de una ciudad y que se instalan en la vía pública con fines promocionales y turísticos. 
La fabricación e instalación de letreros gigantes se han puesto de moda gracias al auge de internet y más en concreto, de las redes sociales. El motivo es que los visitantes de la ciudad encuentran atractivo hacerse fotos junto a ellos para subirlos posteriormente a sus plataformas. Por esta razón los letreros suelen situarse en lugares emblemáticos de la ciudad o que ofrezcan vistas panorámicas de modo que la imagen final sea representativa de la localidad. 
Los materiales en que se fabrican los letreros son variados pudiendo ser de acero, madera, plástico o incluso formados por un seto vegetal. 

## Ciudades con letreros gigantes
Algunas ciudades ya cuentan con este tipo de reclamo turístico. 
- En Argentina existen varias ciudades con letreros de sus nombres:
  - Buenos Aires, Córdoba, Ushuaia, Santa Fe.

- Colombia
  - Cartagena de Indias. El ayuntamiento de Cartagena de Indias instaló dos letreros monumentales con el nombre de la ciudad. Uno de ellos se situó en el centro de la localidad y cuenta con unas medidas de 16 metros de longitud y dos metros de altura. Las letras fueron pintadas de diferentes colores con las tonalidades habituales en el trópico.[1]
  - Pereira. El ayuntamiento de Pereira ha planificado la instalación de tres carteles gigantes en la ciudad.[2]
- España
  - San Sebastián. Las letras son de color azul y están situadas en los jardines del Palacio Miramar, con la bahía de La Concha de fondo. Las letras tienen medio metro de espesor y están apoyadas sobre una base metálica.[3]
  - Soria. En Soria también se han instalado letras gigantes, en este caso de madera de pino extraídas de las podas del monte Santa Inés. El letrero ha sido colocado en el Alto de La Dehesa y tiene una envergadura de casi dos metros de altura.[4]
  - Lugo. En Lugo se han instalado letras con el nombre del municipio en las rotondas de acceso de la Avenida das Américas y de la Avenida de Madrid. El letrero tiene una altura de 1,40 metros y una anchura de cuatro metros. Las letras están fabricadas en acero galvanizado y se han pintado con el color rojo corporativo del Ayuntamiento de Lugo.[5]
  - Zaragoza. El ayuntamiento de Zaragoza ha acordado instalar un letrero gigante con el nombre de la ciudad.[6]
  - Cullera. Existen unos letreros gigantes en la montaña de Cullera.
- En México existen numerosas ciudades con letreros monumentales:
  - Acapulco, Campeche, Chetumal, Ciudad de México, Ciudad Juárez, Cómala, Cozumel, Cuauhtémoc, Ensenada, Guadalajara, Hermosilla, Huatulco, Itxapa, La Paz, Los Cabos, Manzanillo, Mazatlán, Mérida, Mexicali, Michoacán, Nuevo Laredo, Pinal de Amoles, Puebla, Puerto Morelos, Puerto Vallarta, Querétaro, Silao, Tequisquiapan, Tequis, Tijuana, Veracruz, Villahermosa, Zihuatanejo[7]

## Galería

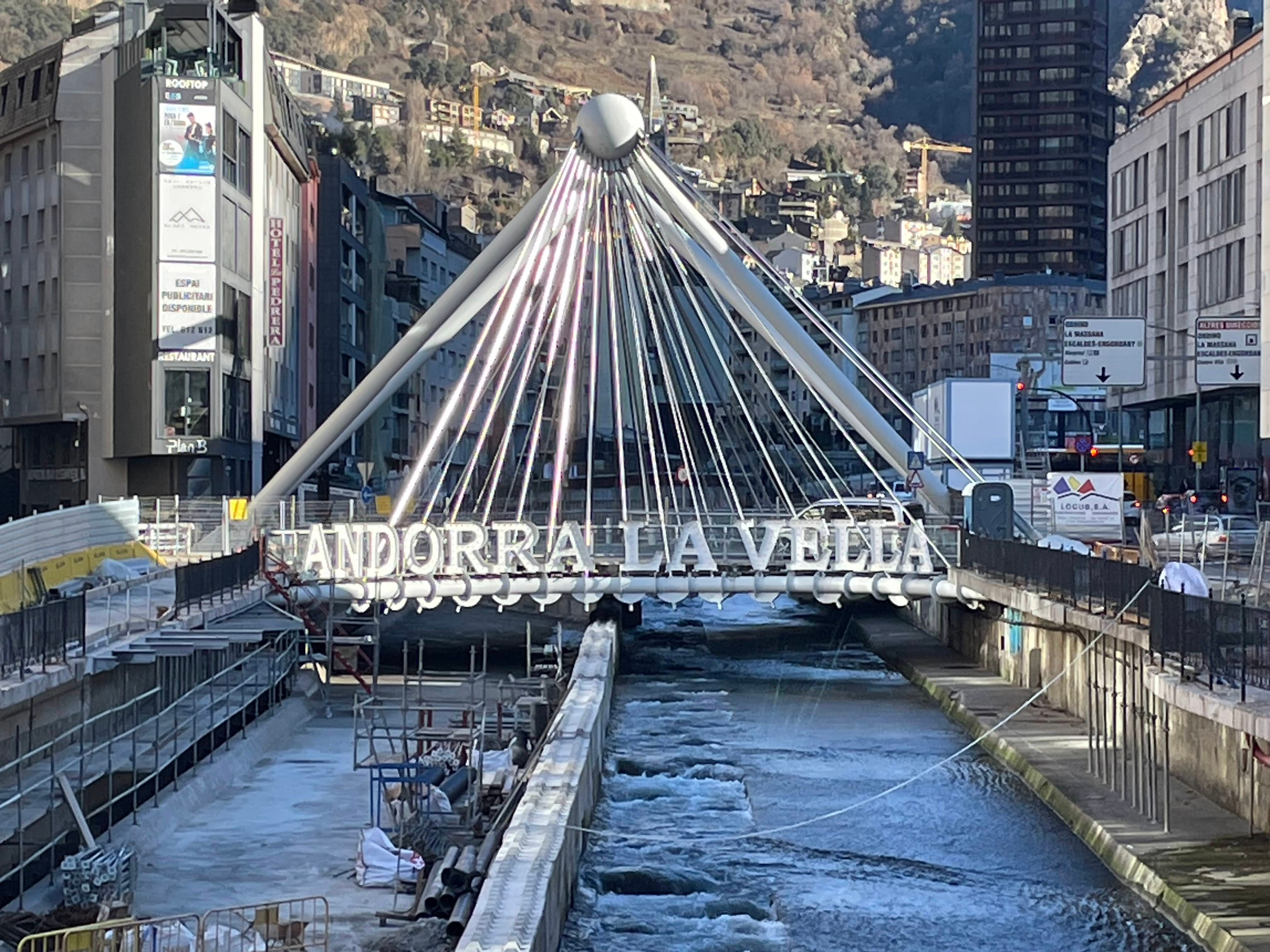
Andorra la Vieja (Andorra)
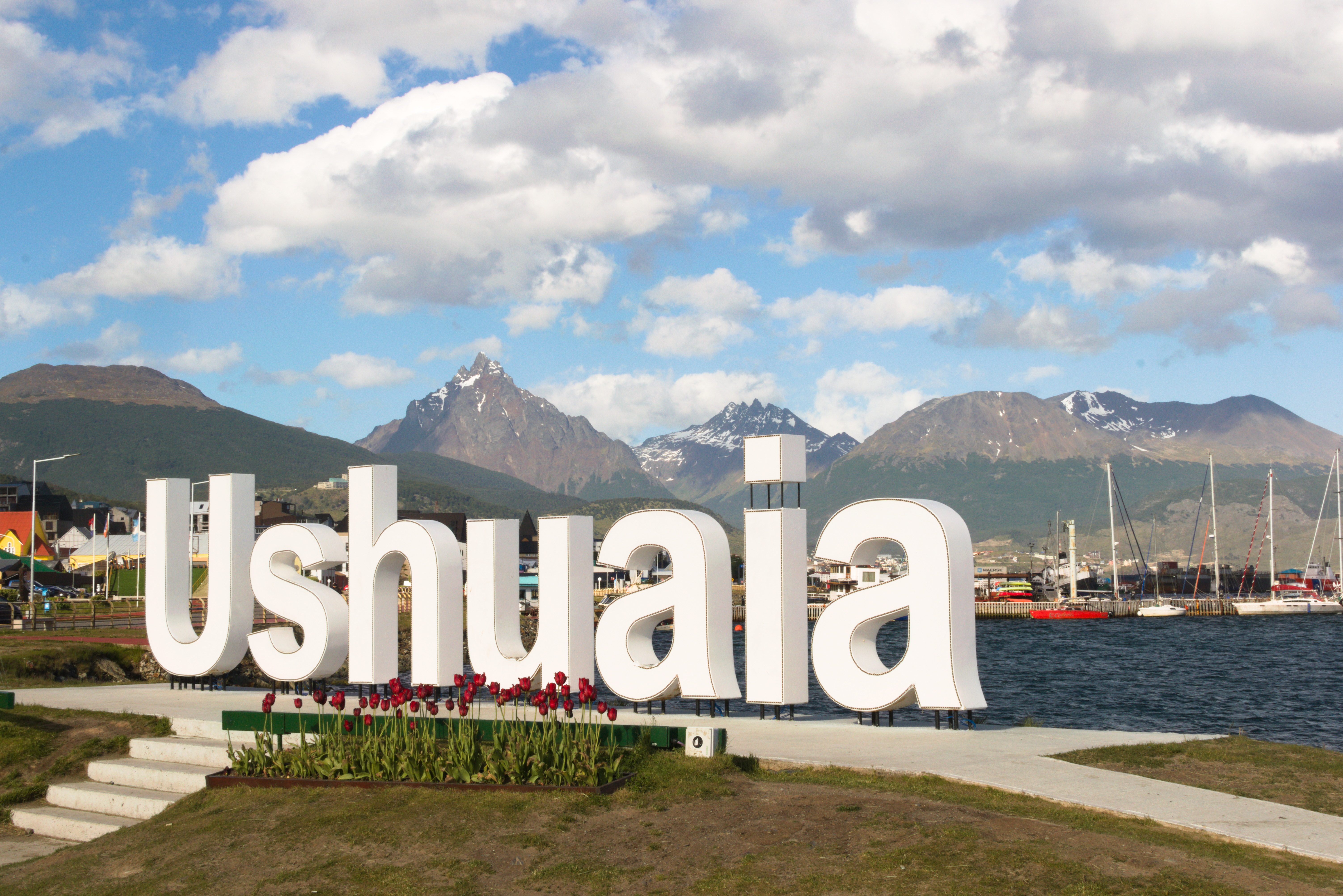
Ushuaia (Argentina)
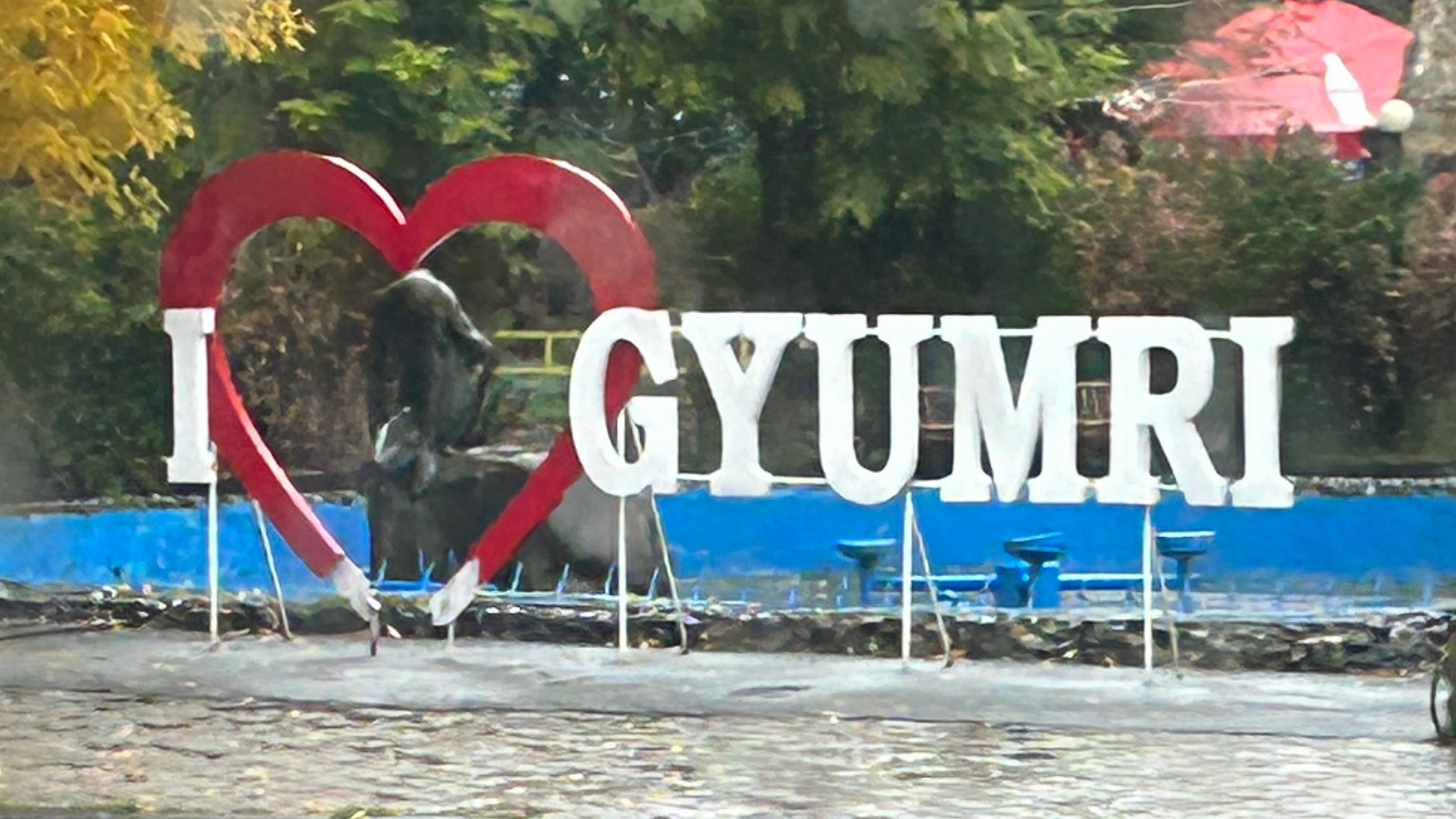
Gyumri (Armenia)
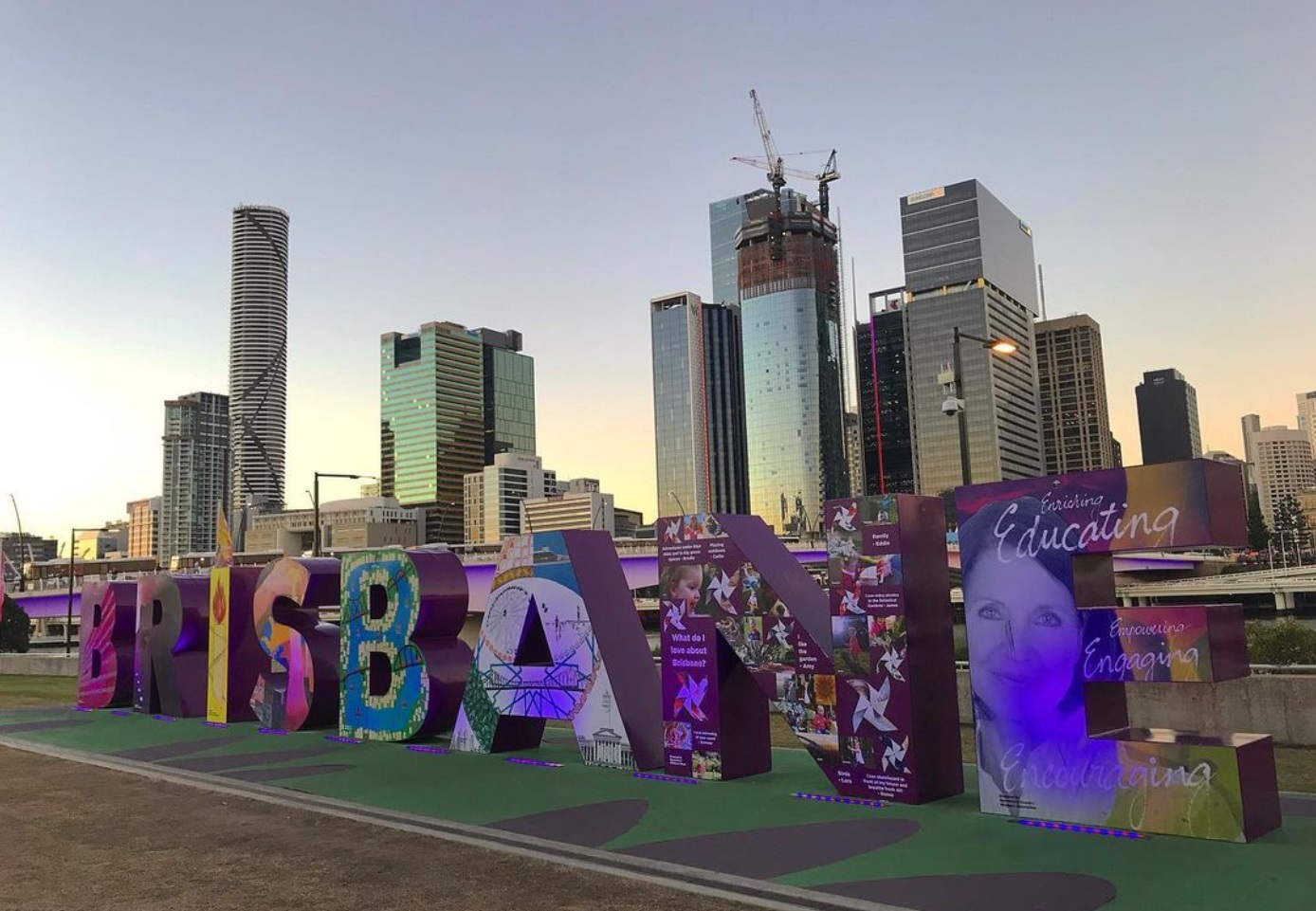
Brisbane (Australia)
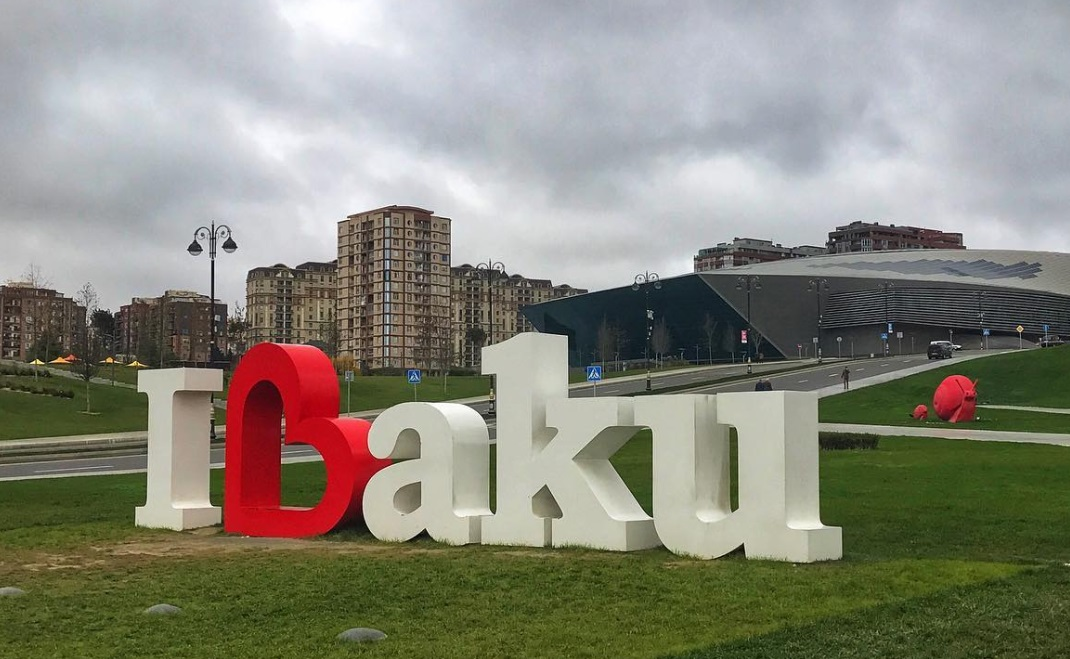
Bakú (Azerbaiyán)
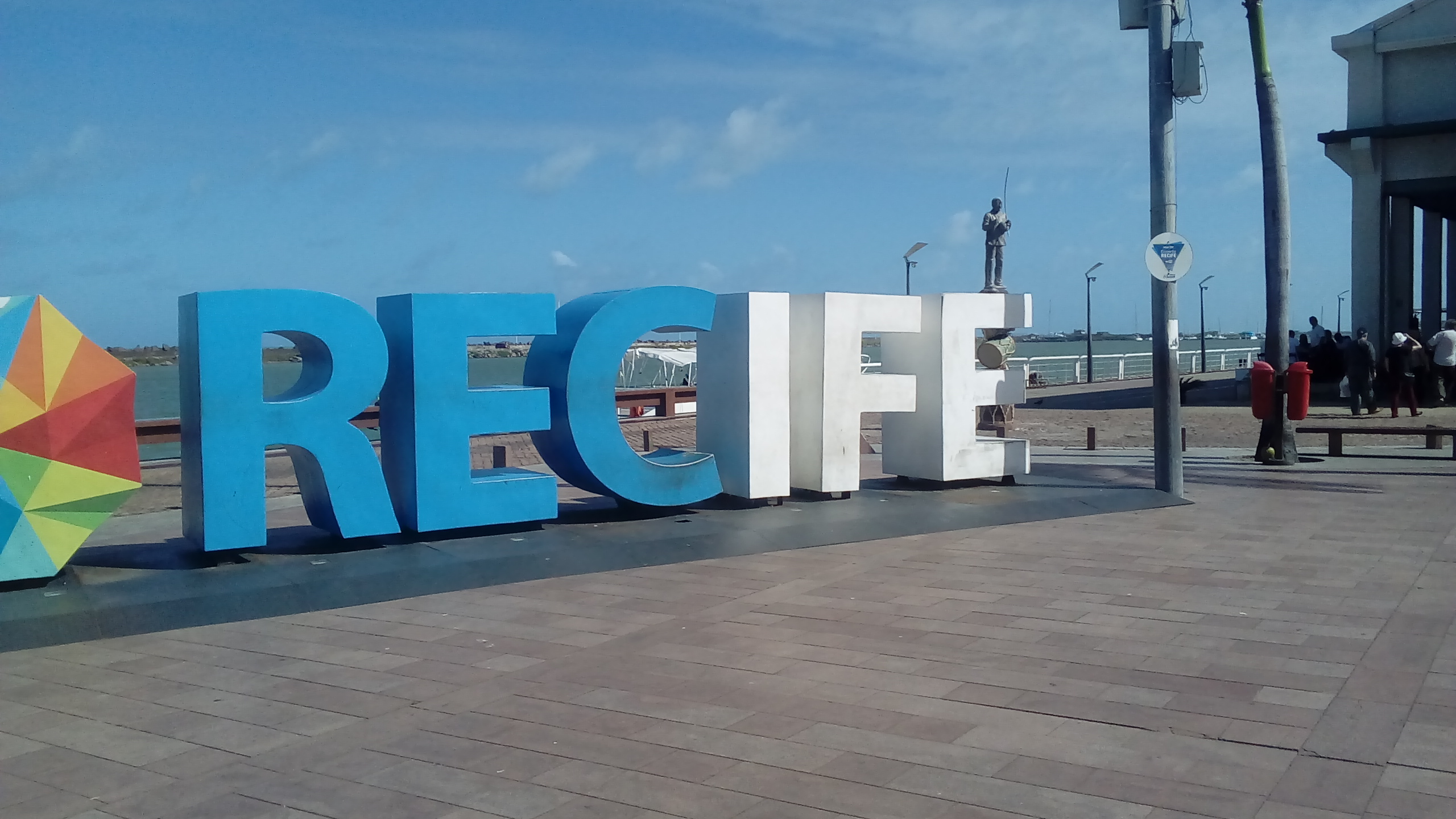
Recife (Brasil)
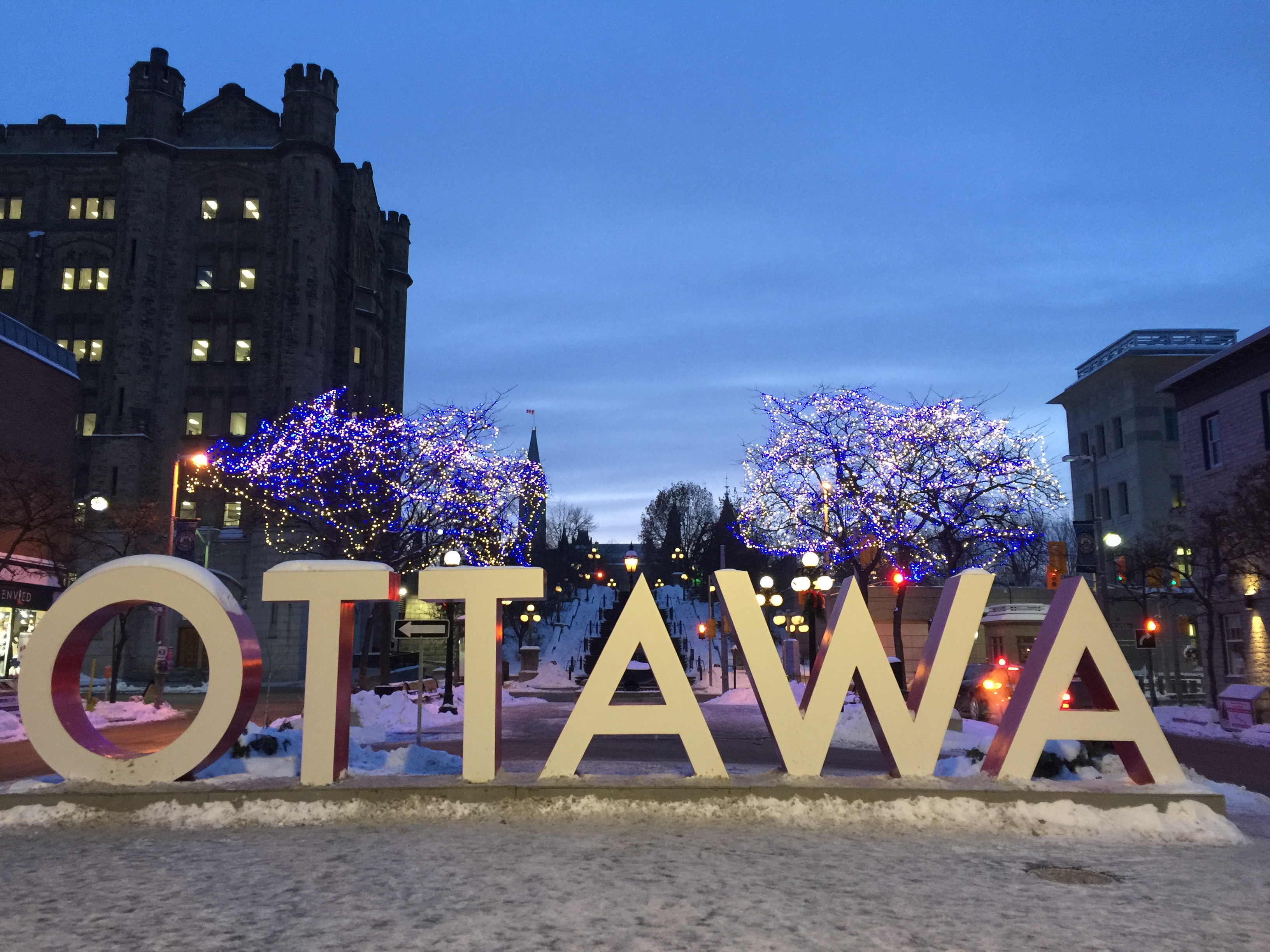
Otawa (Canadá)
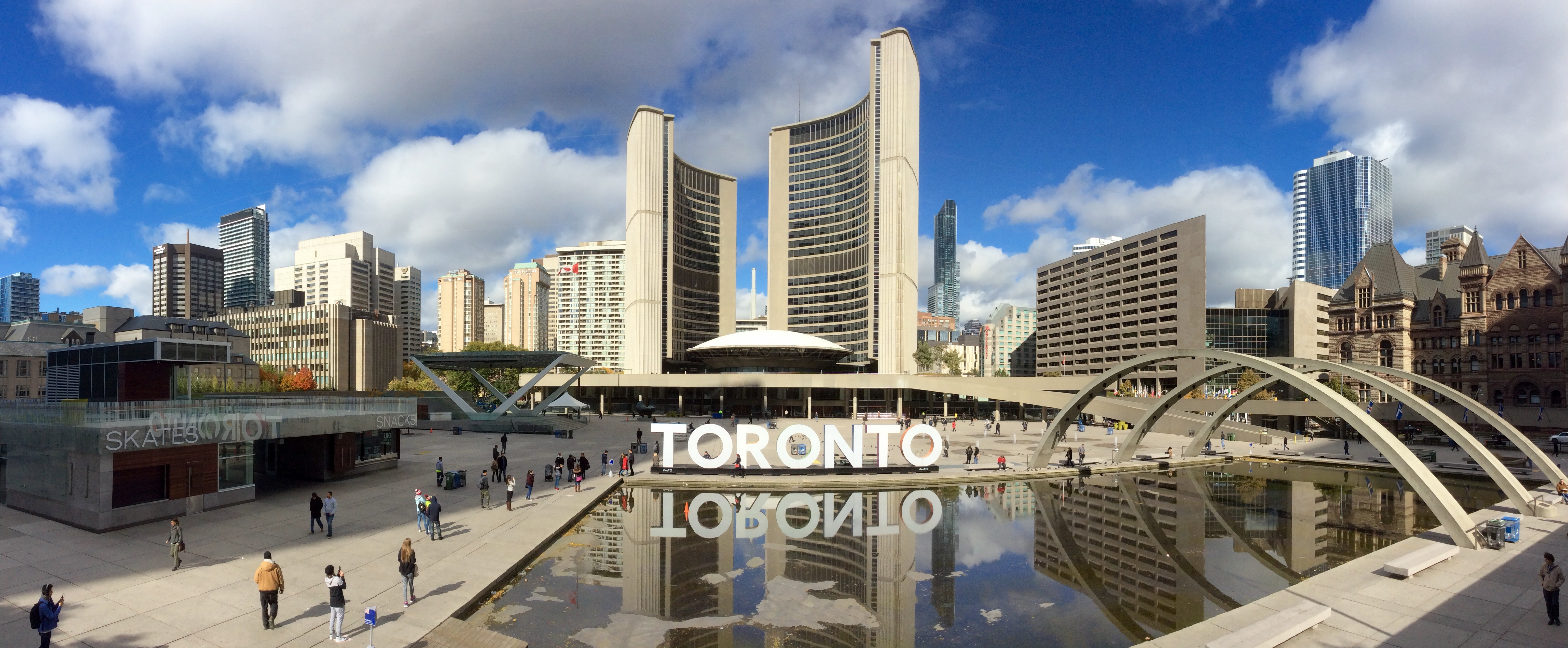
Toronto (Canadá)
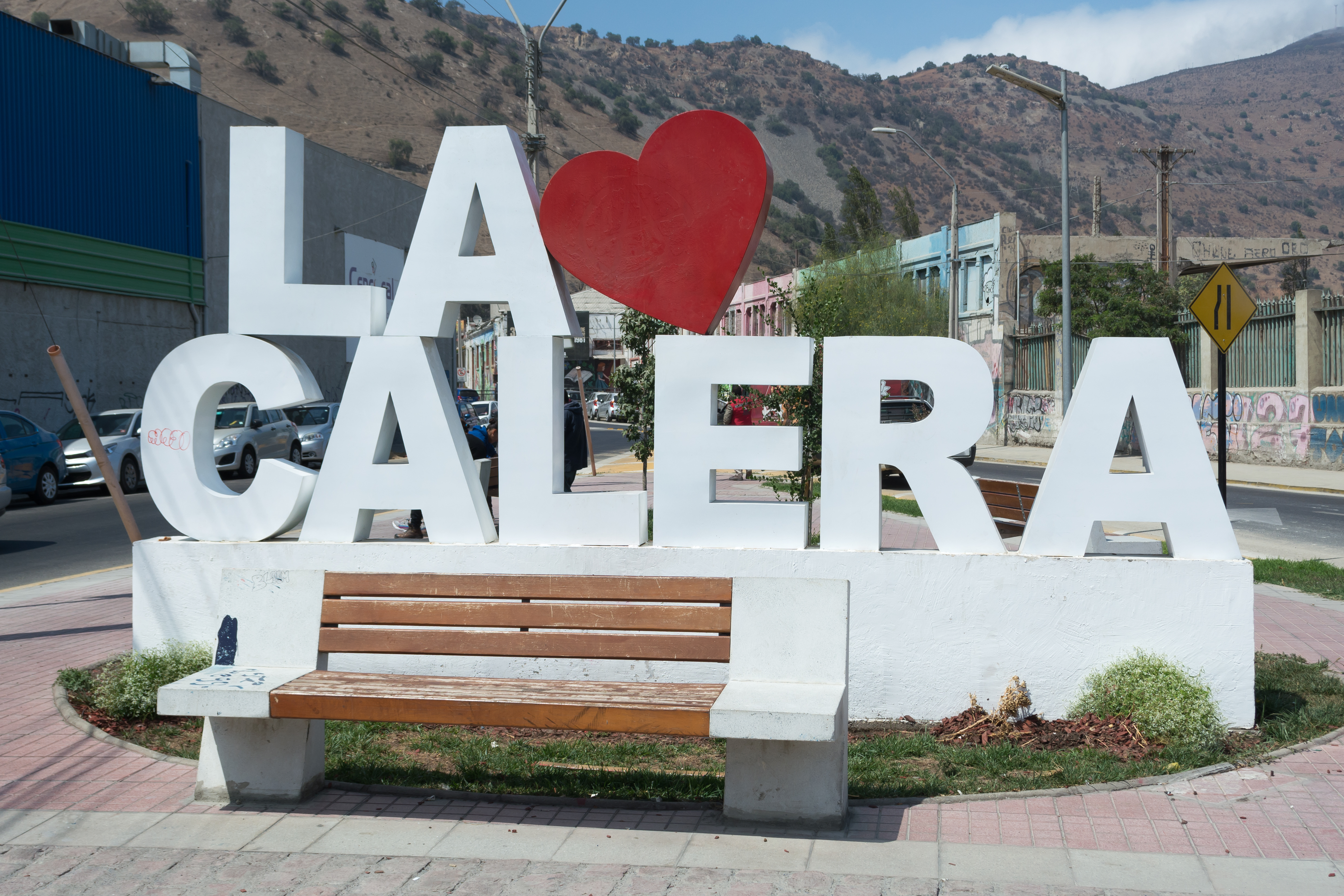
La Calera (Chile)
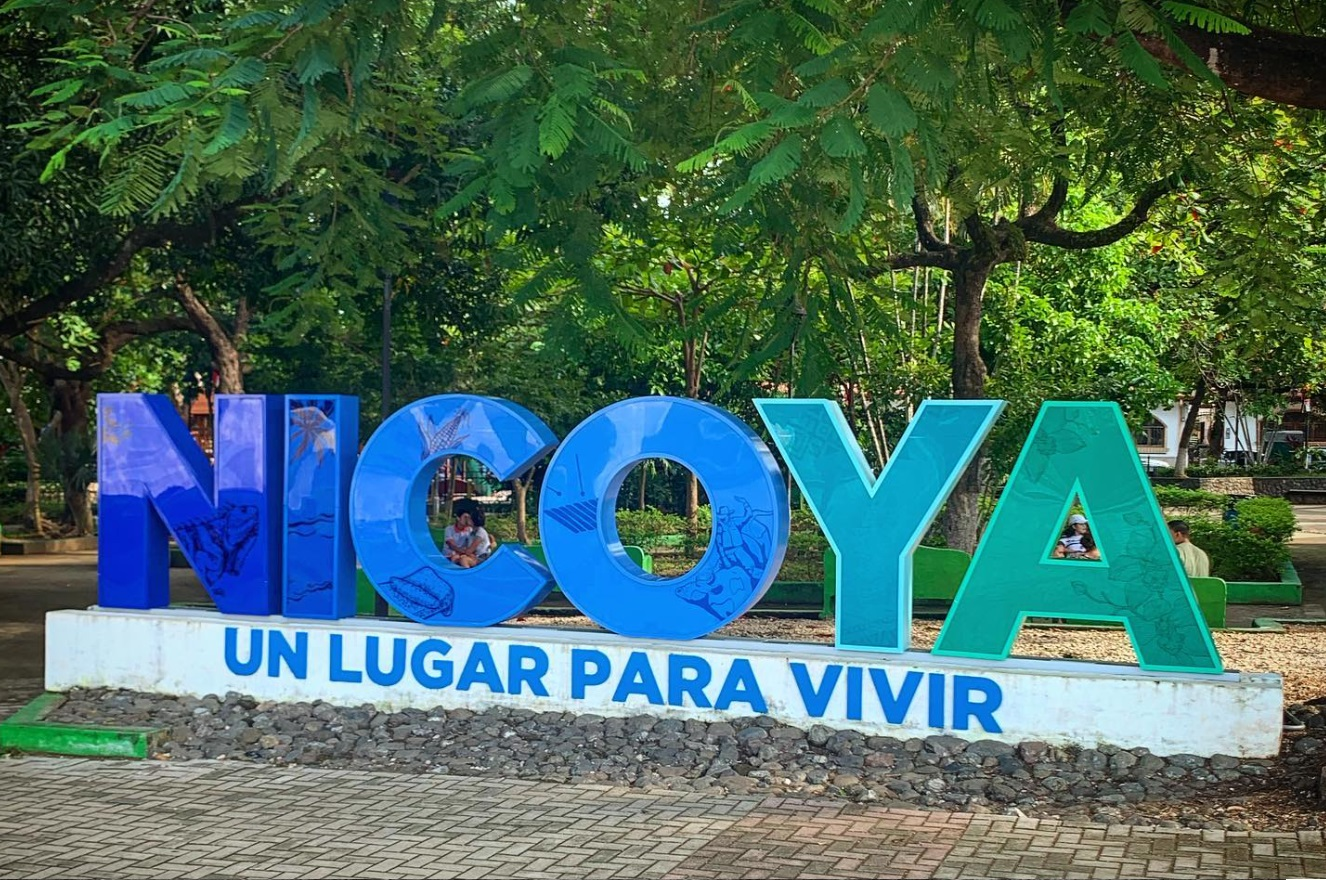
Nicoya (Costa Rica)
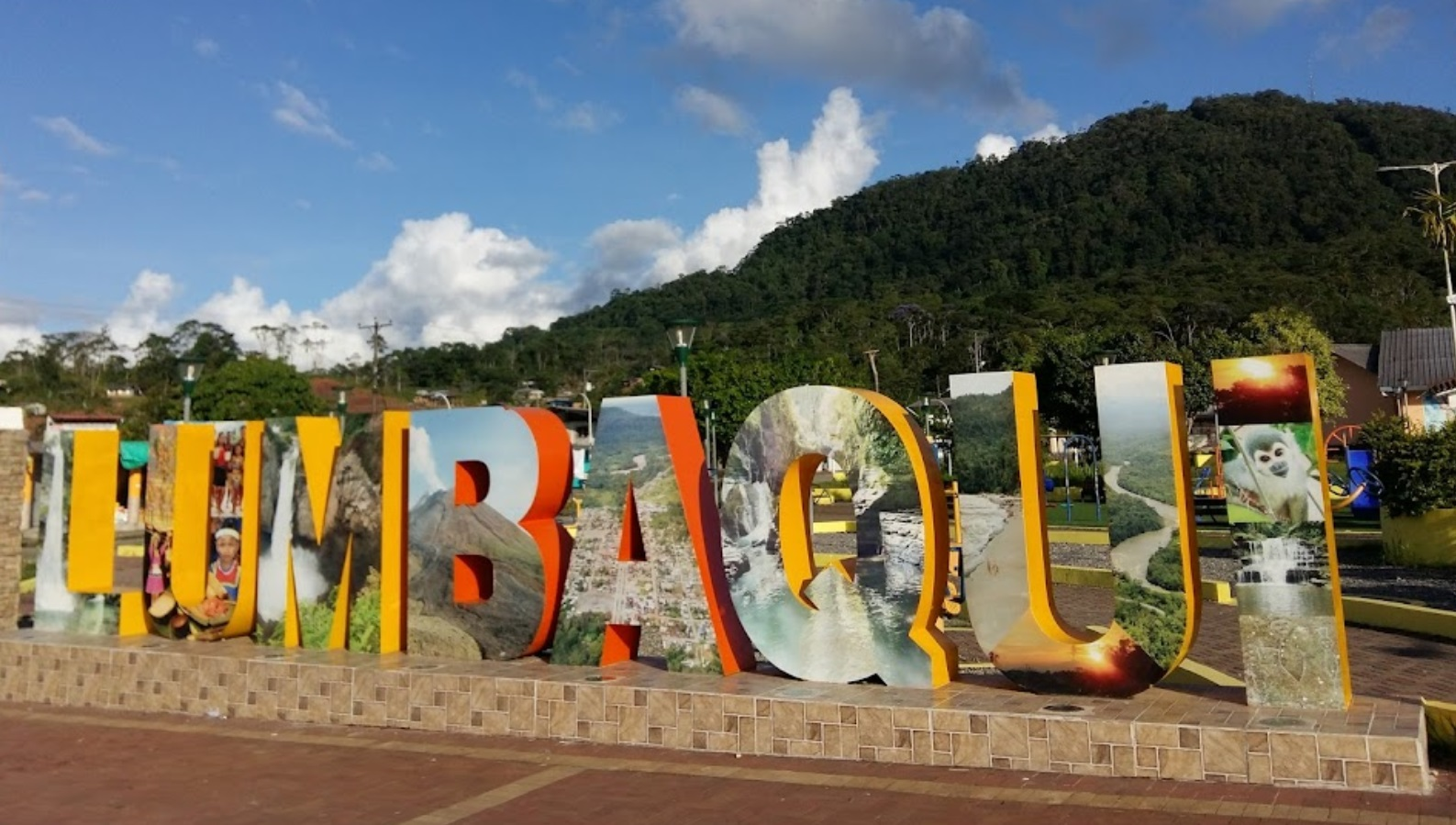
Lumbaquí (Ecuador)
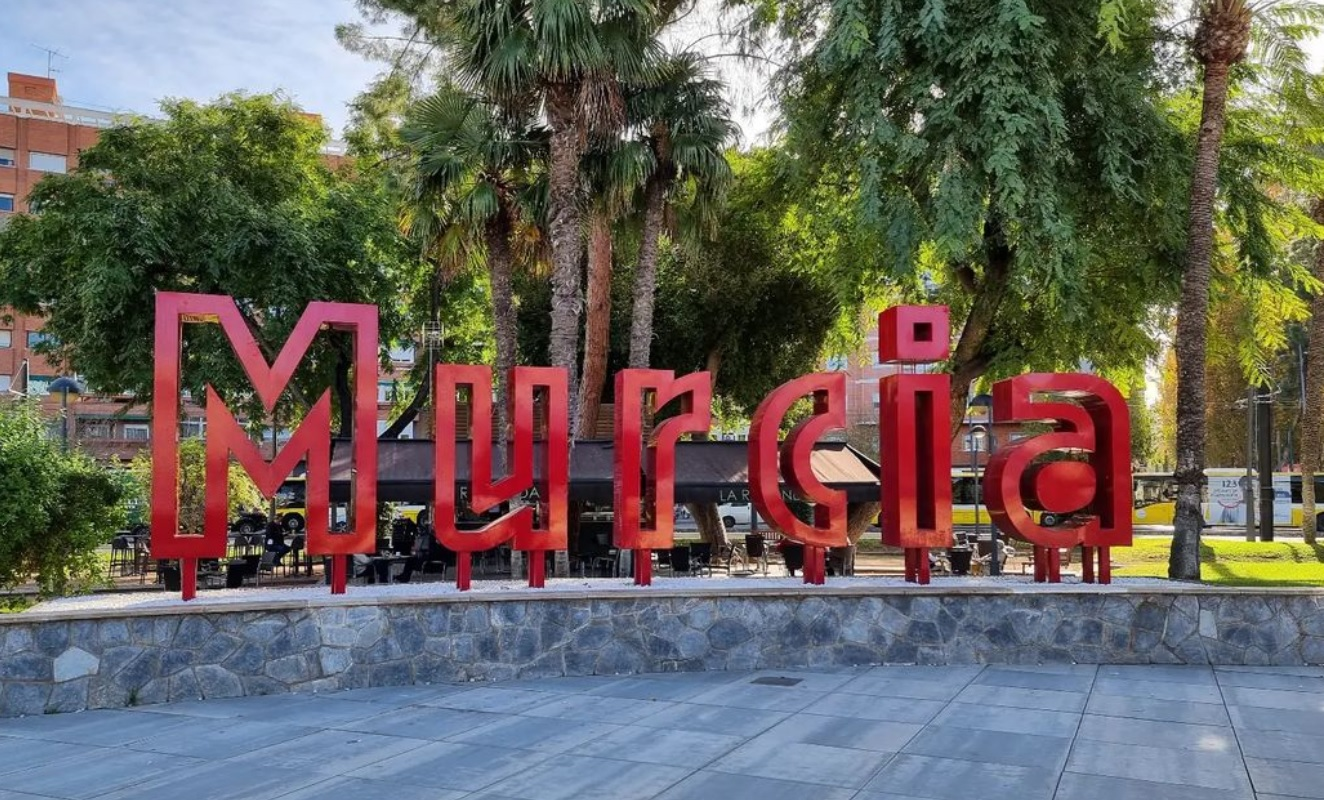
Murcia (España)
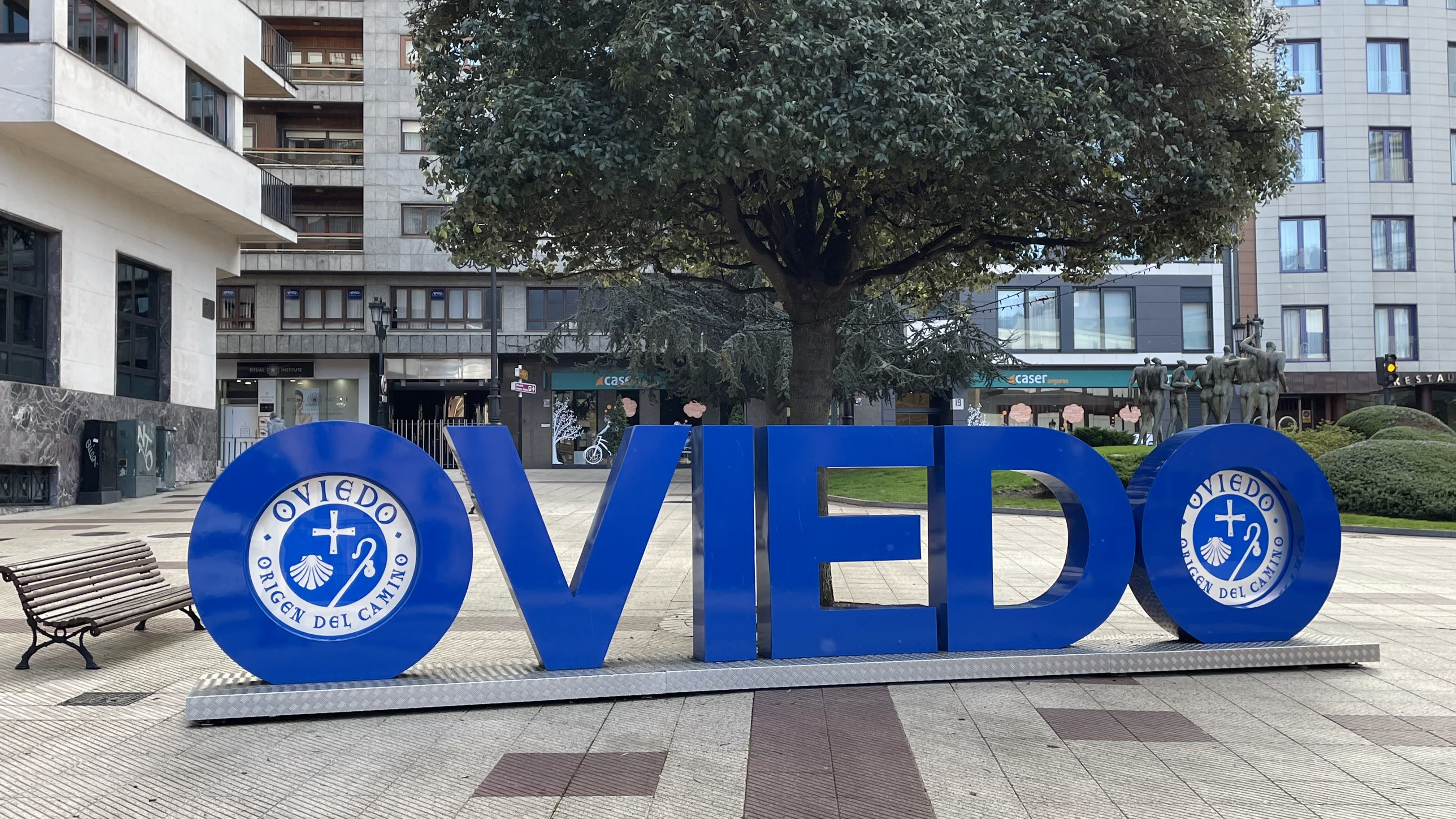
Oviedo (España)
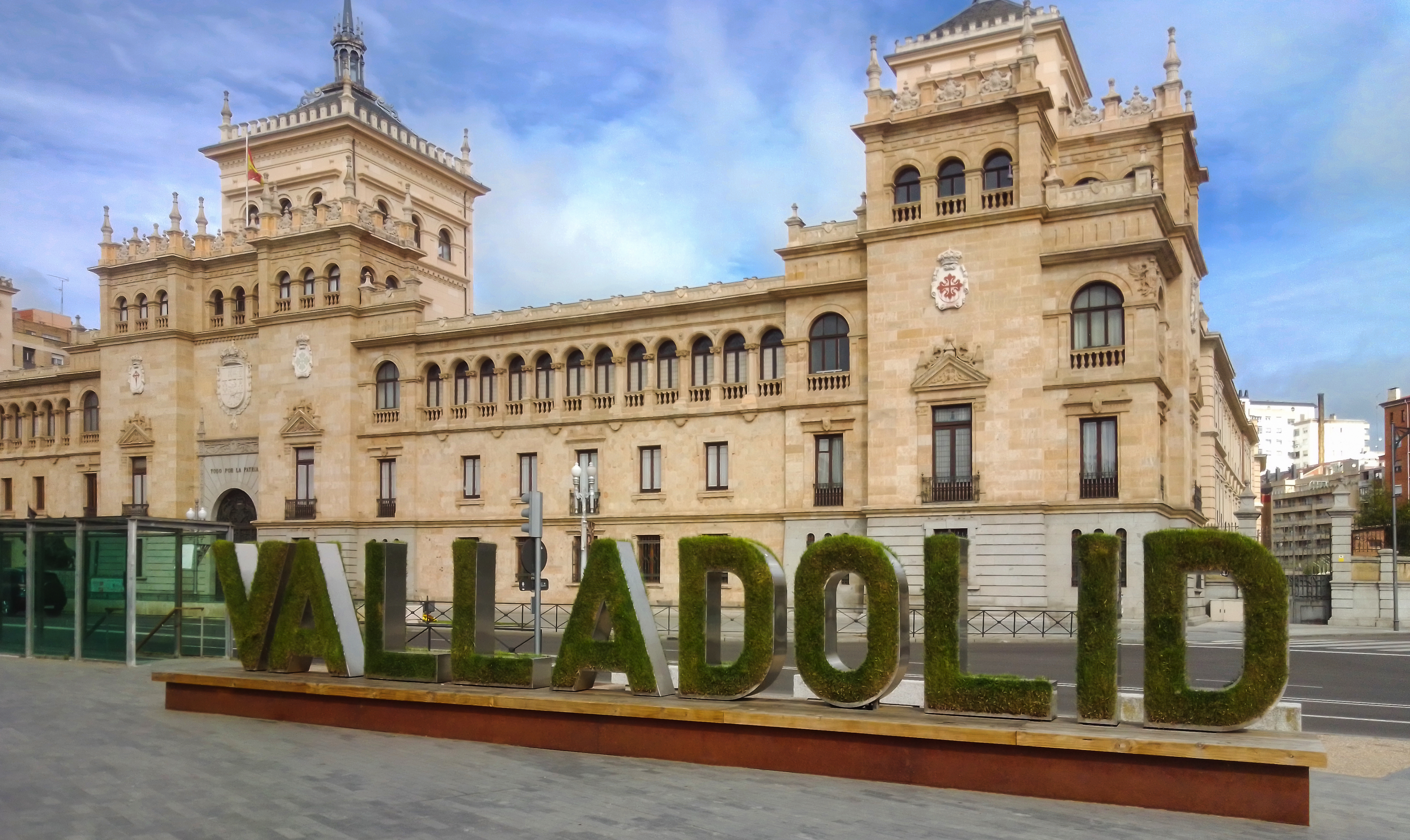
Valladolid (España)
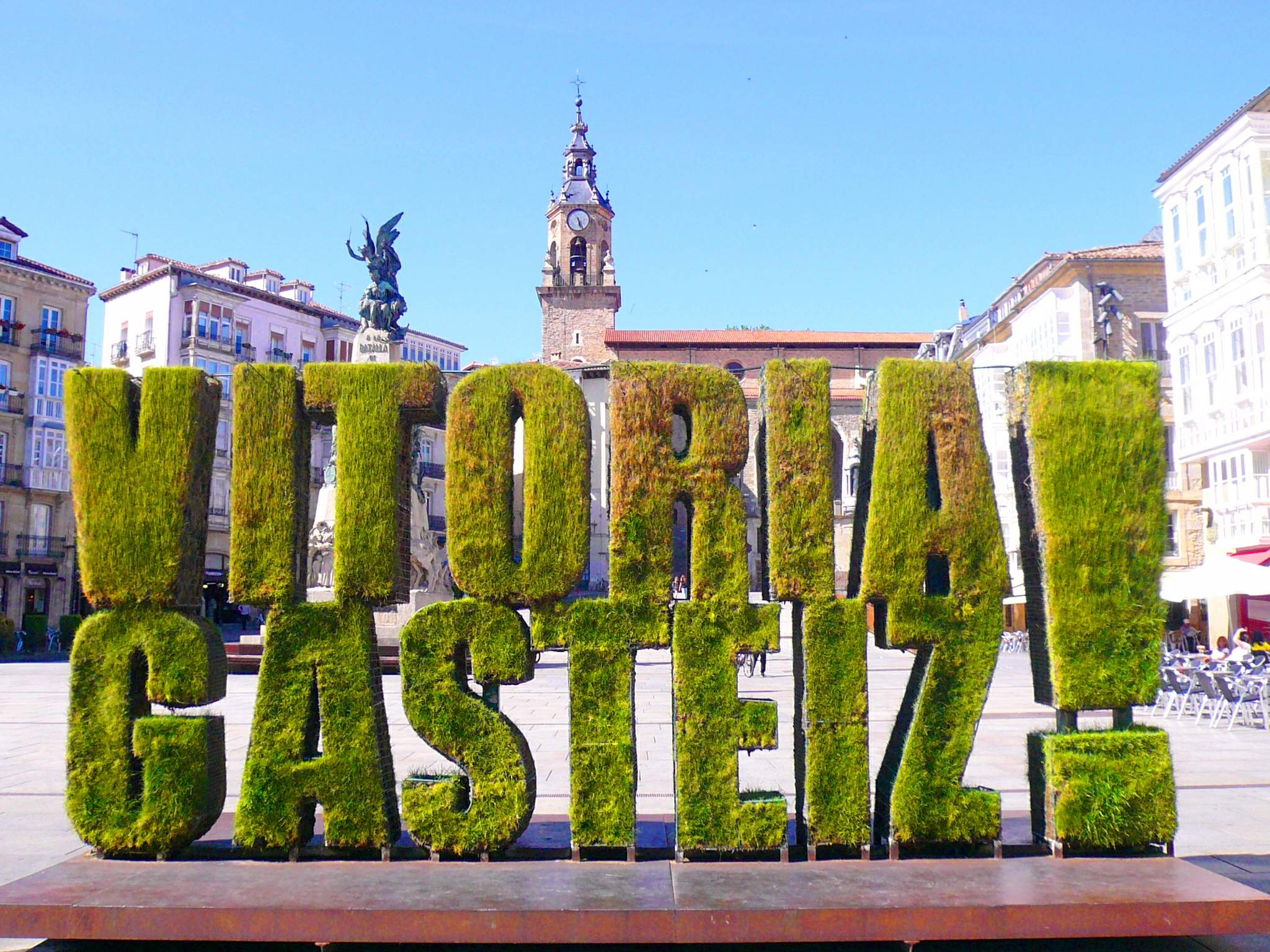
Vitoria (España)
Hollywood (Estados Unidos)
Memphis (Estados Unidos)
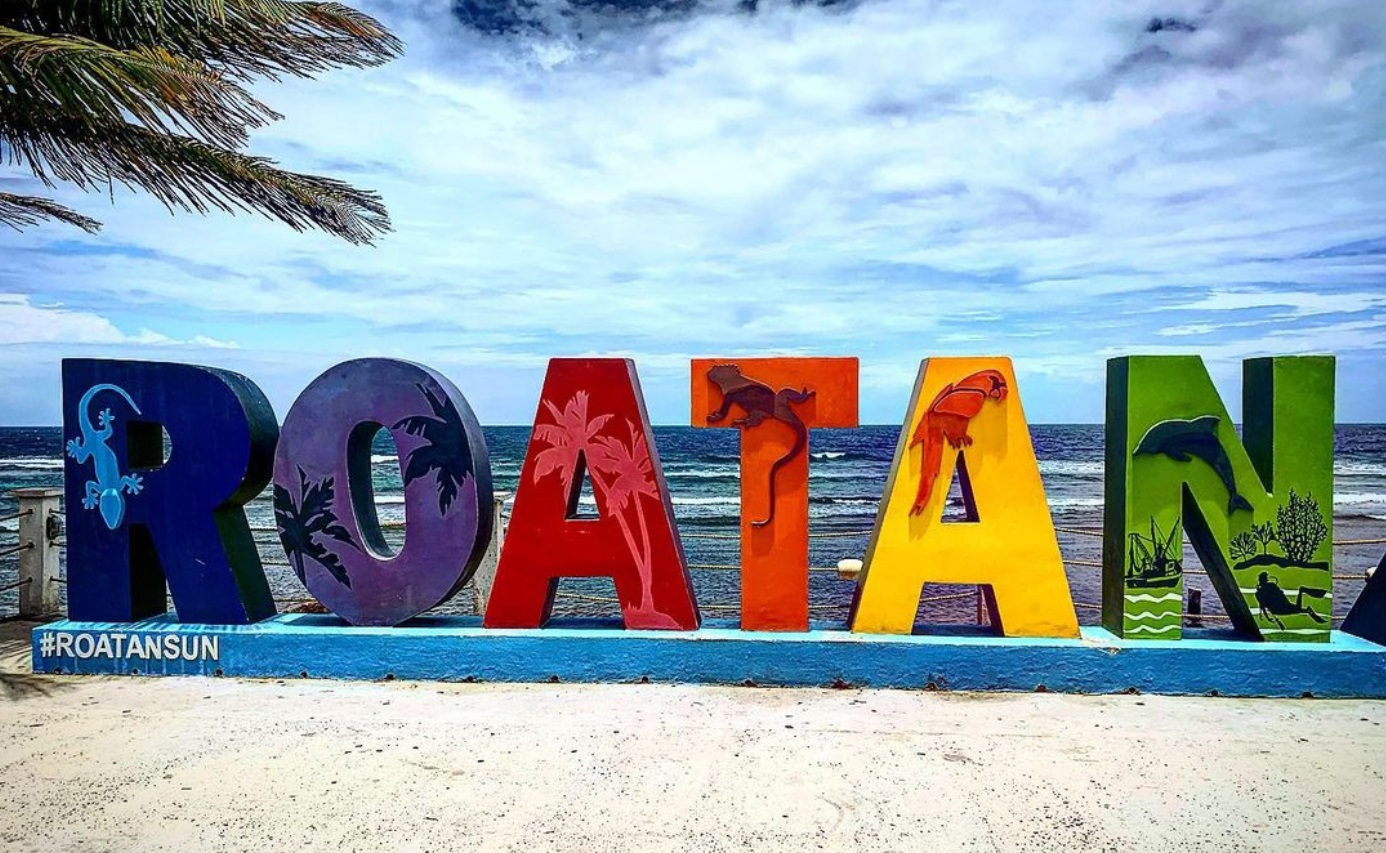
Roatán (Honduras)
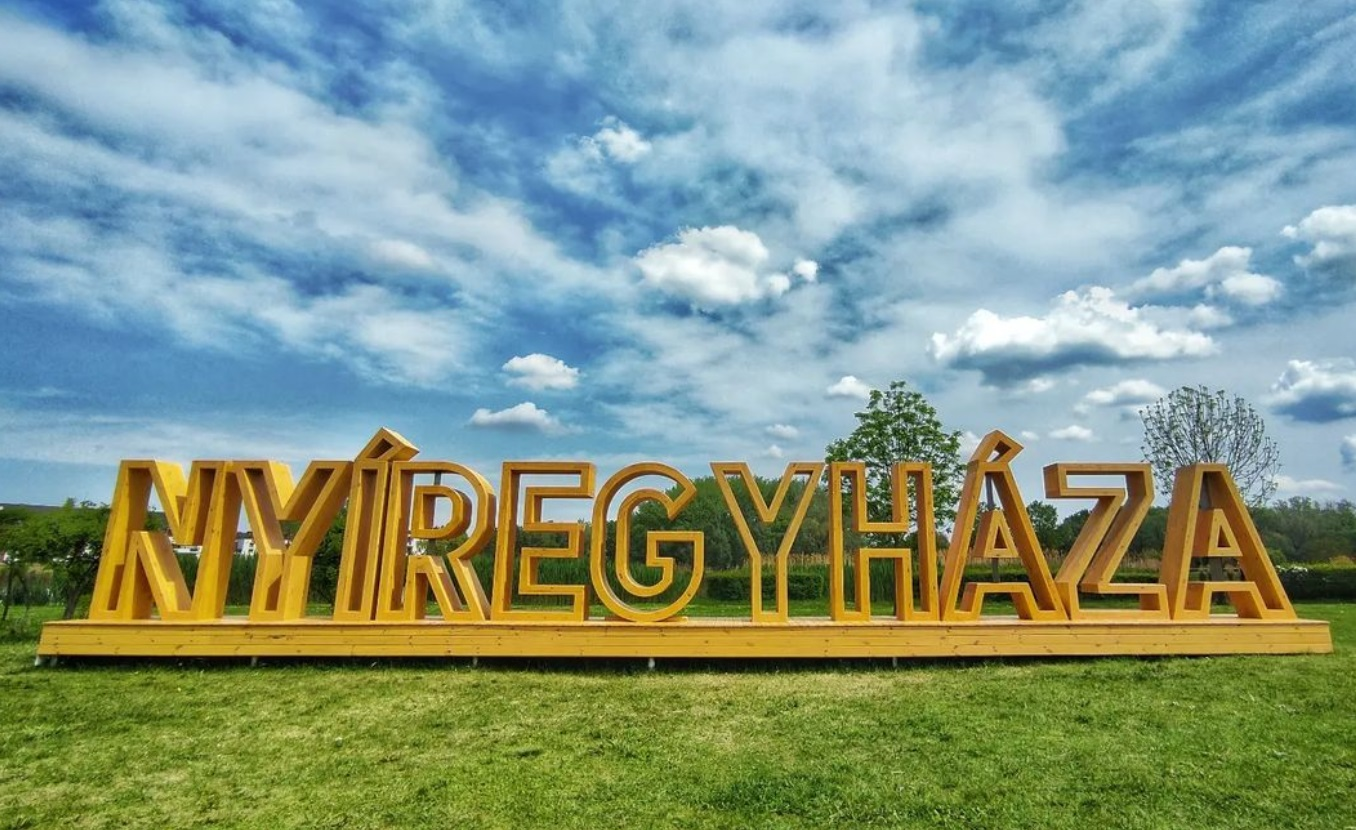
Nyíregyháza (Hungría)
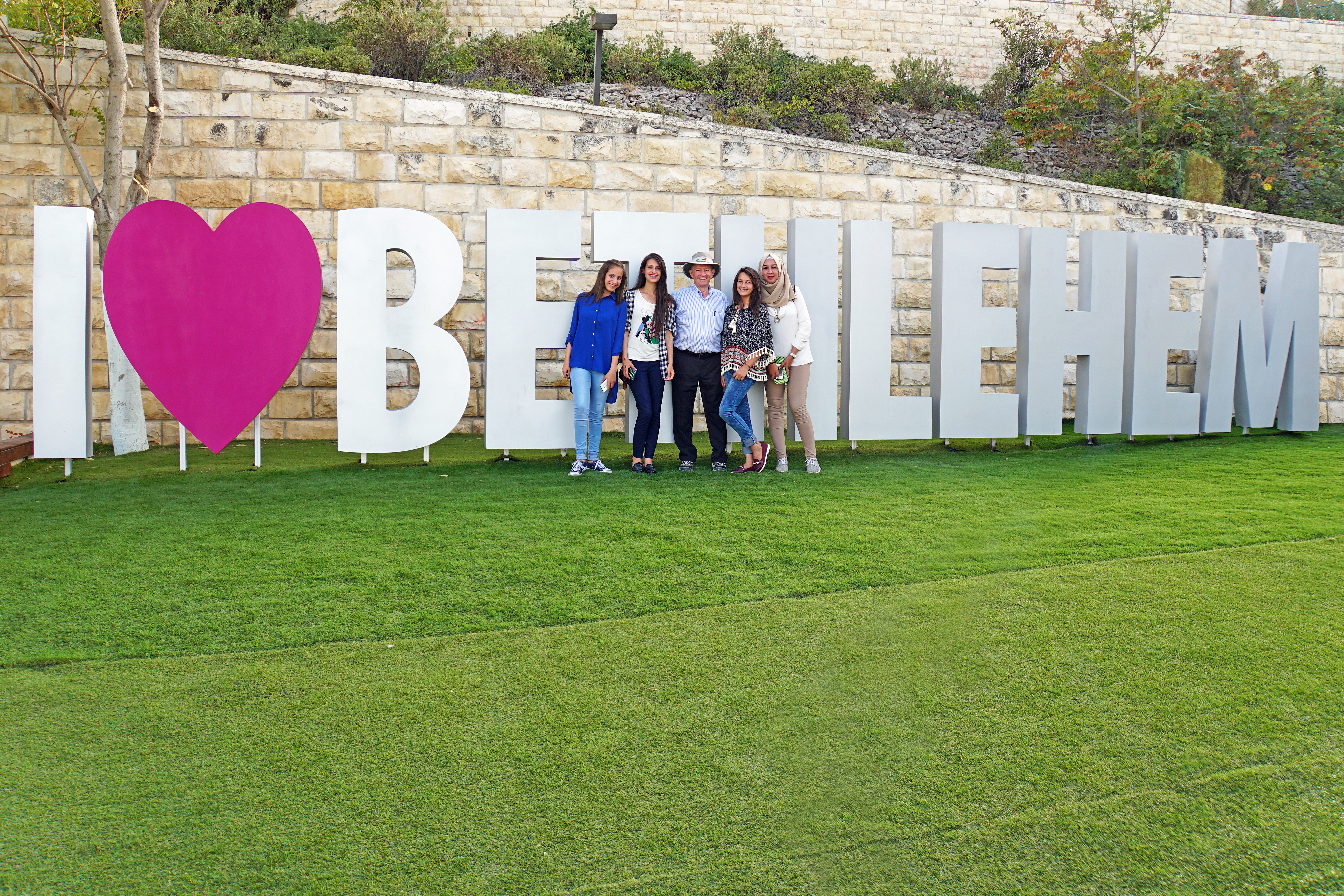
Belén (Israel)
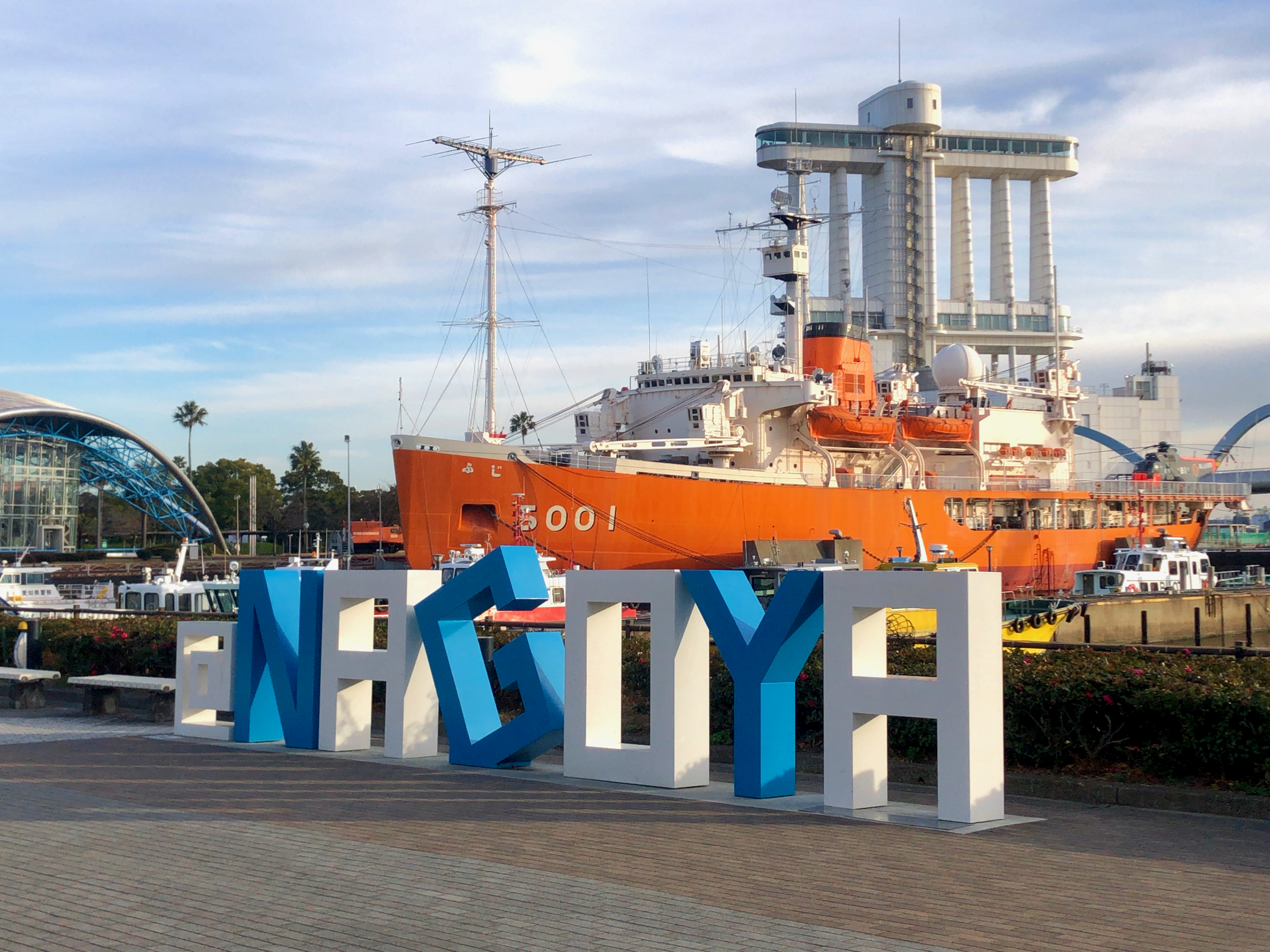
Nagoya (Japón)
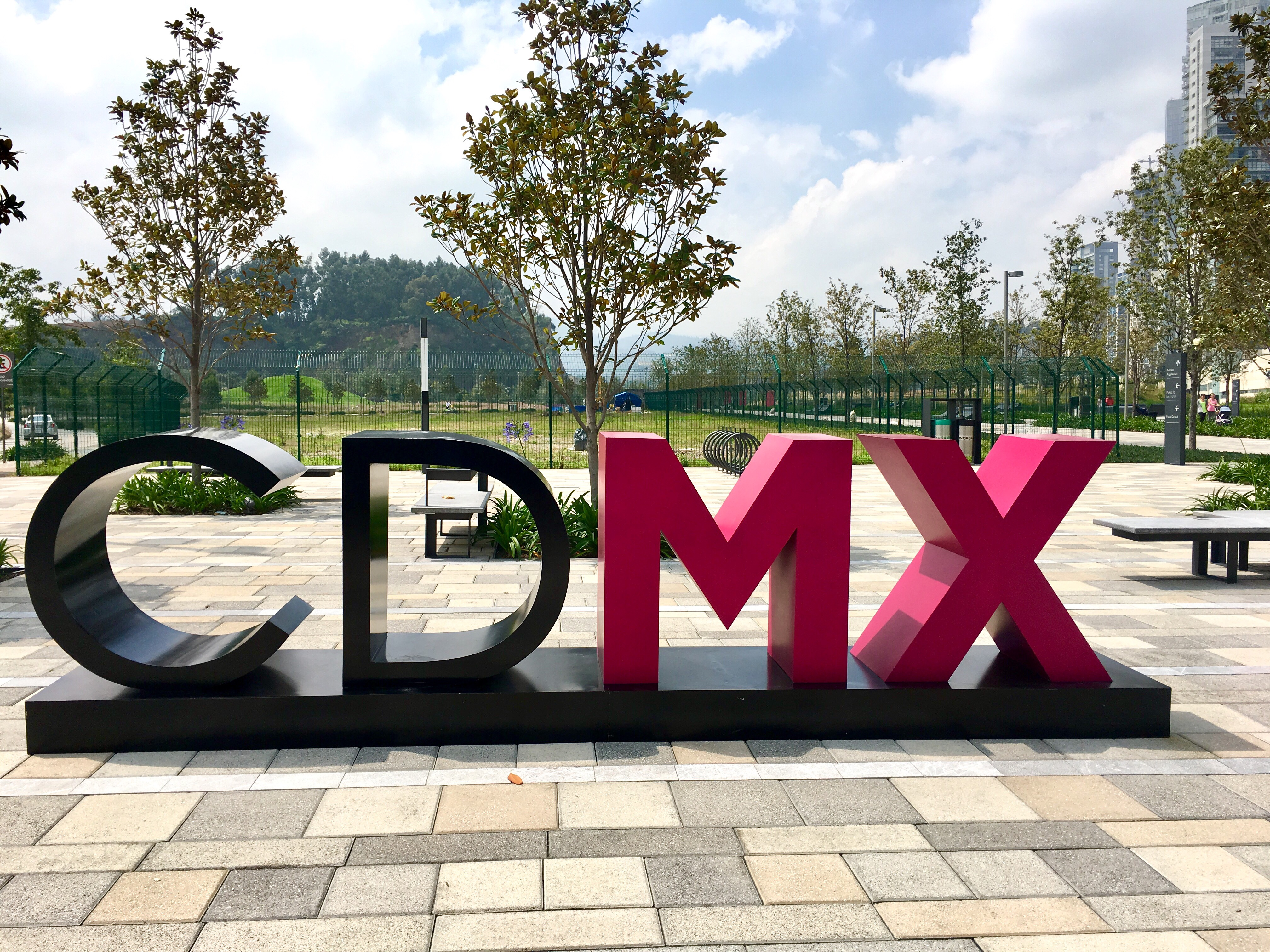
Ciudad de México (México)
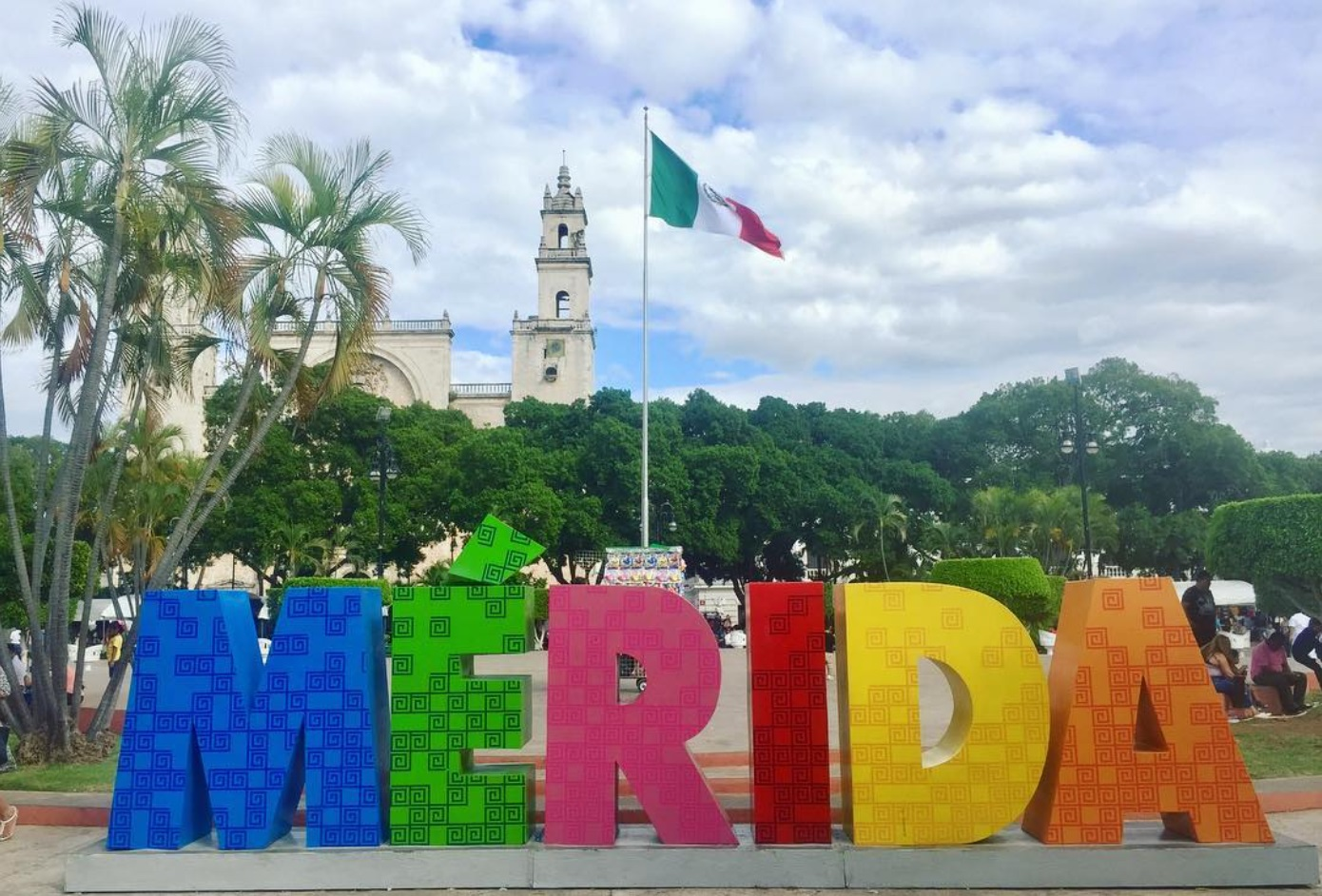
Mérida (México)
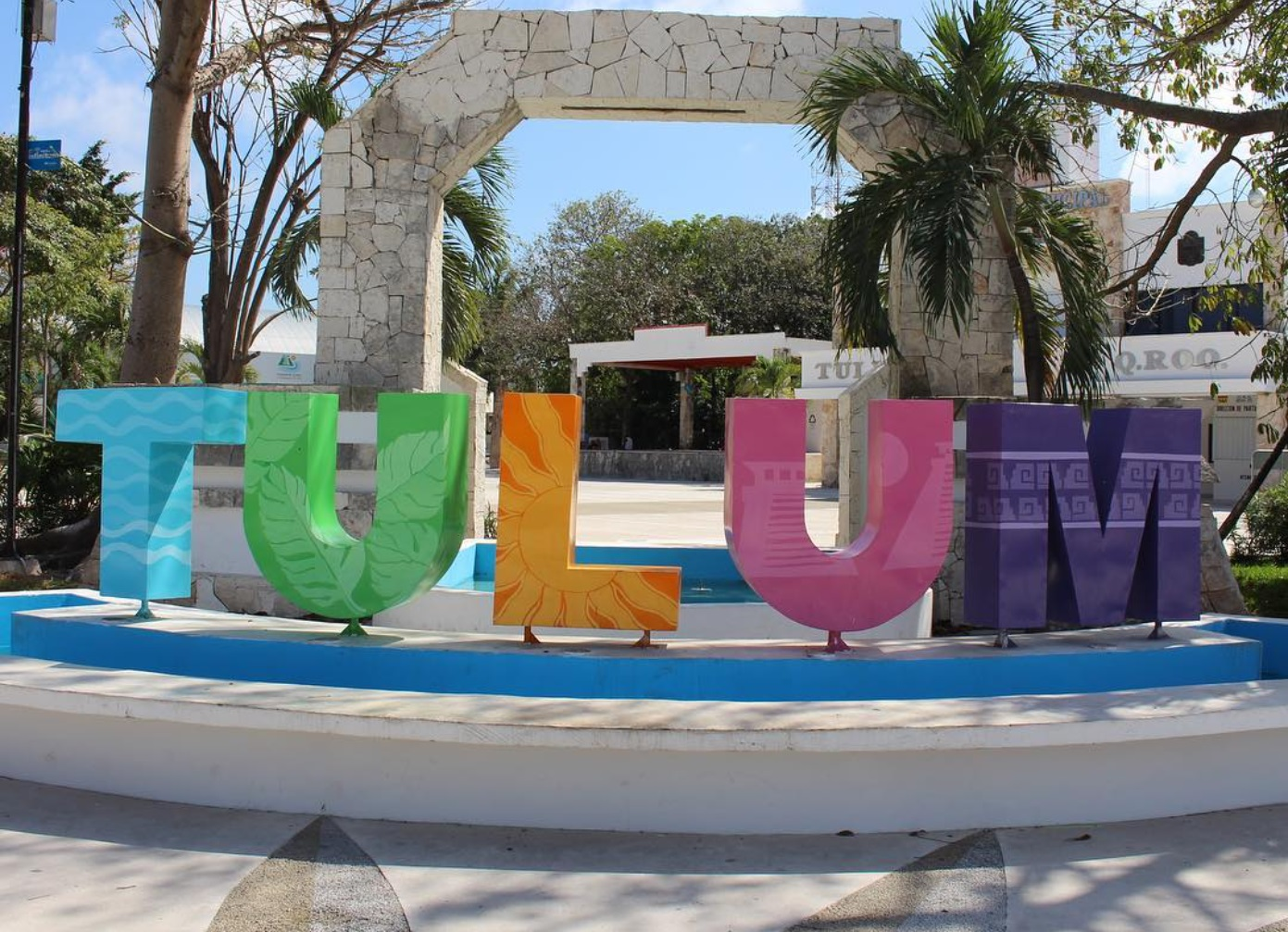
Tulum (México)
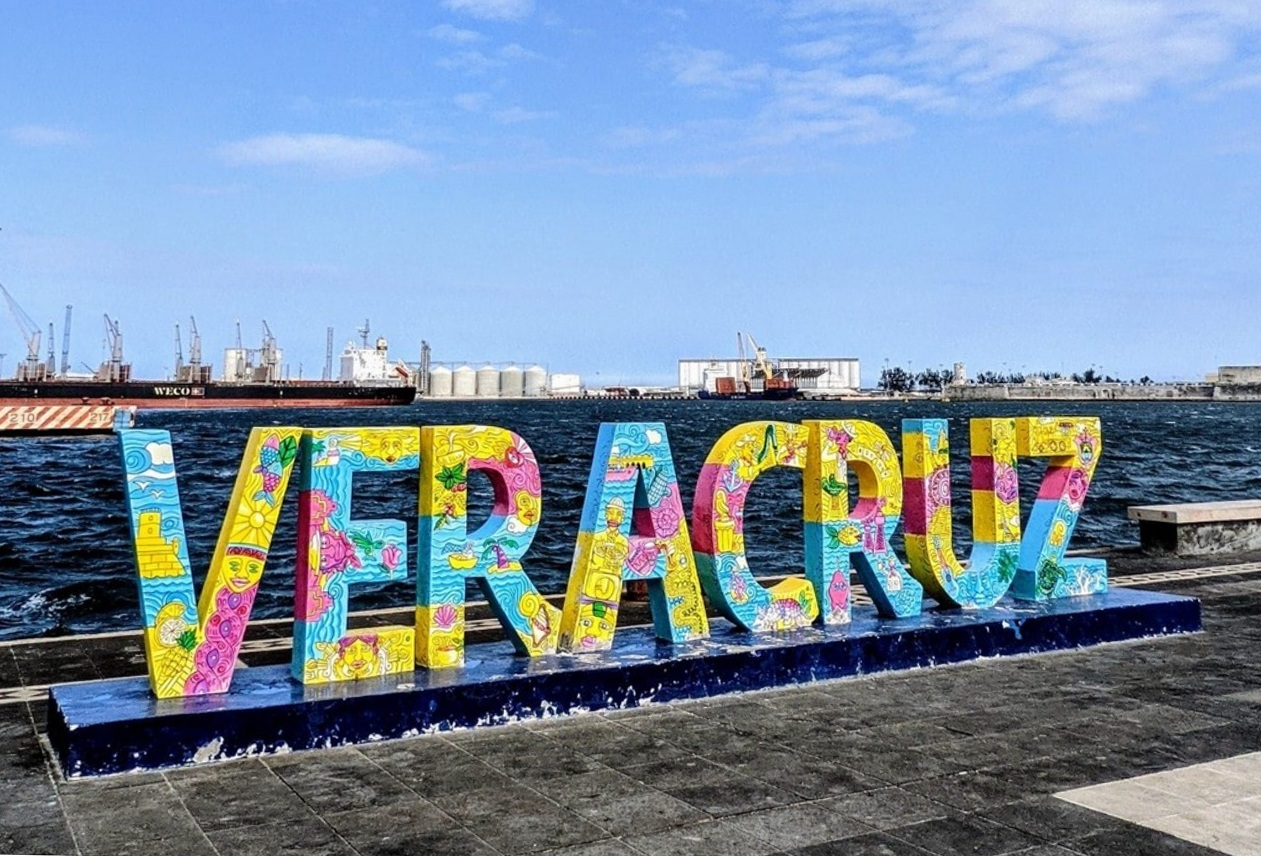
Veracruz (México)
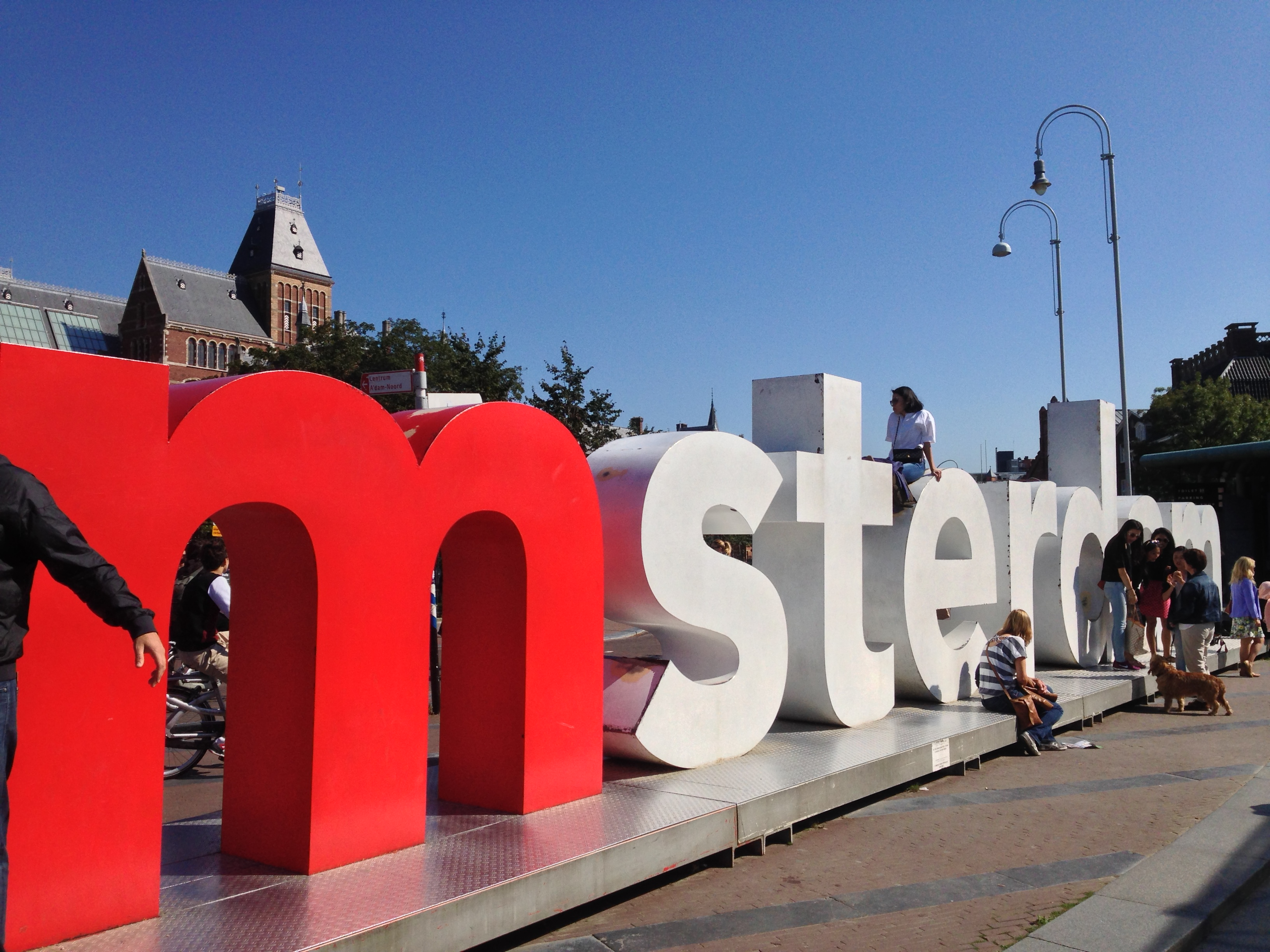
Amsterdam (Países Bajos)
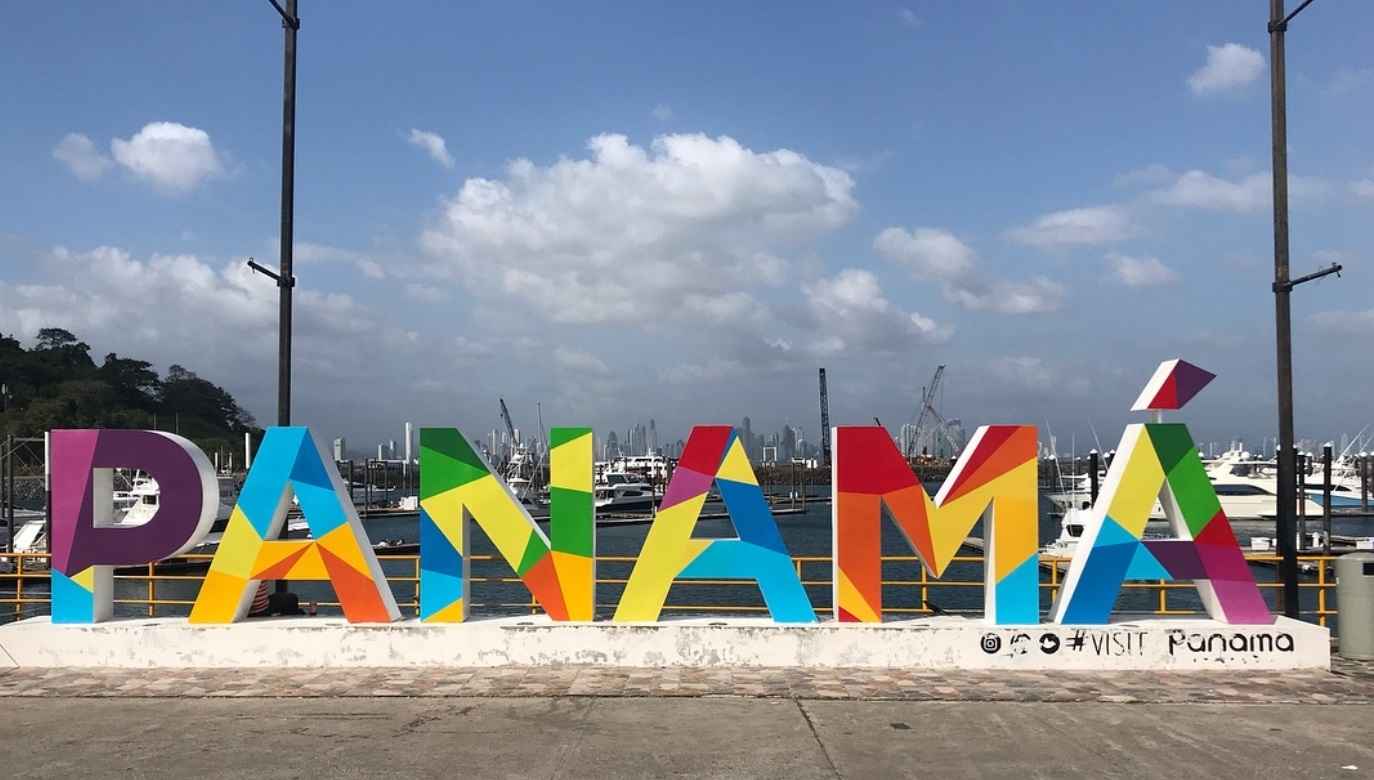
Ciudad de Panamá (Panamá)
Gdansk (Polonia)
Lublin (Polonia)
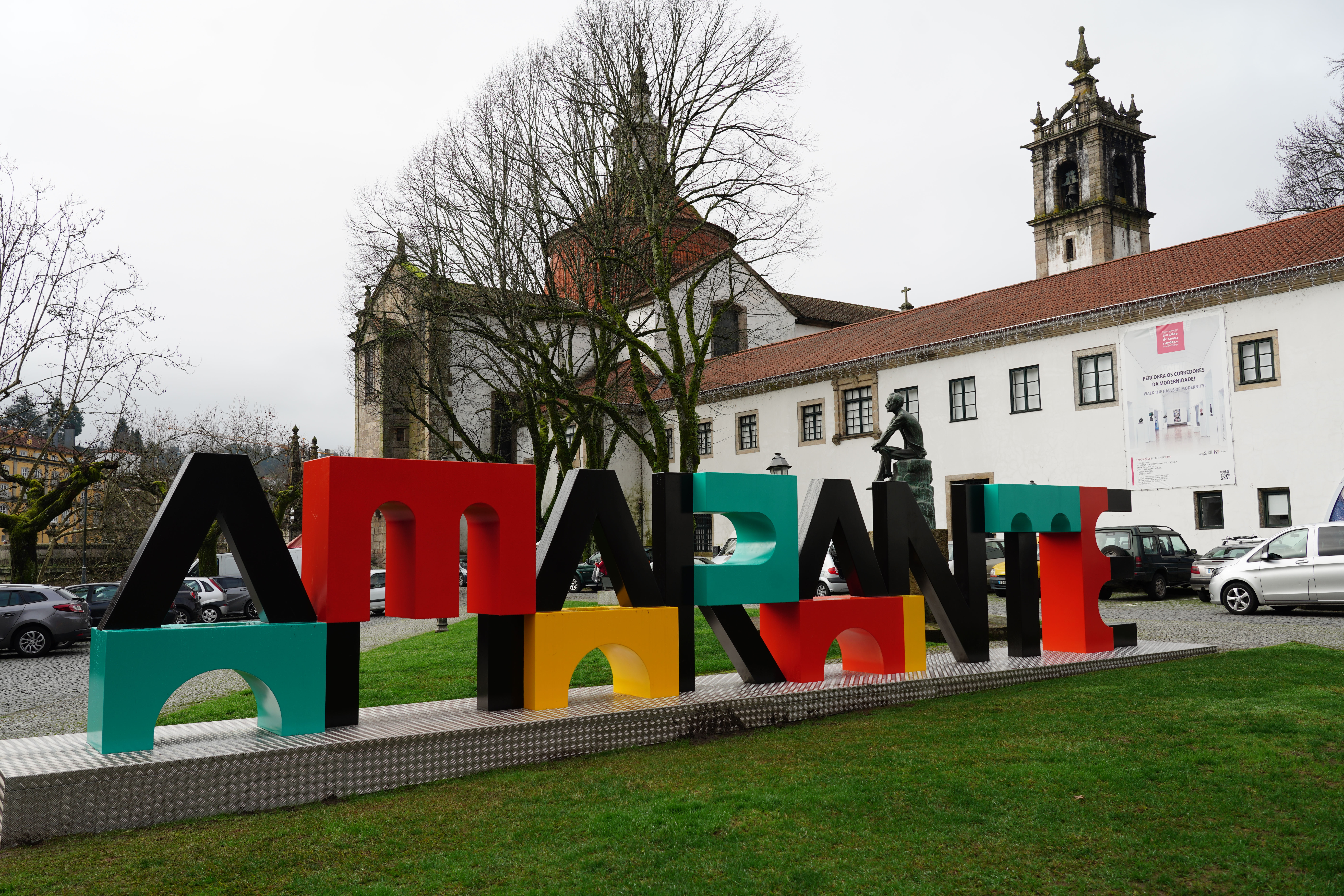
Amarante (Portugal)
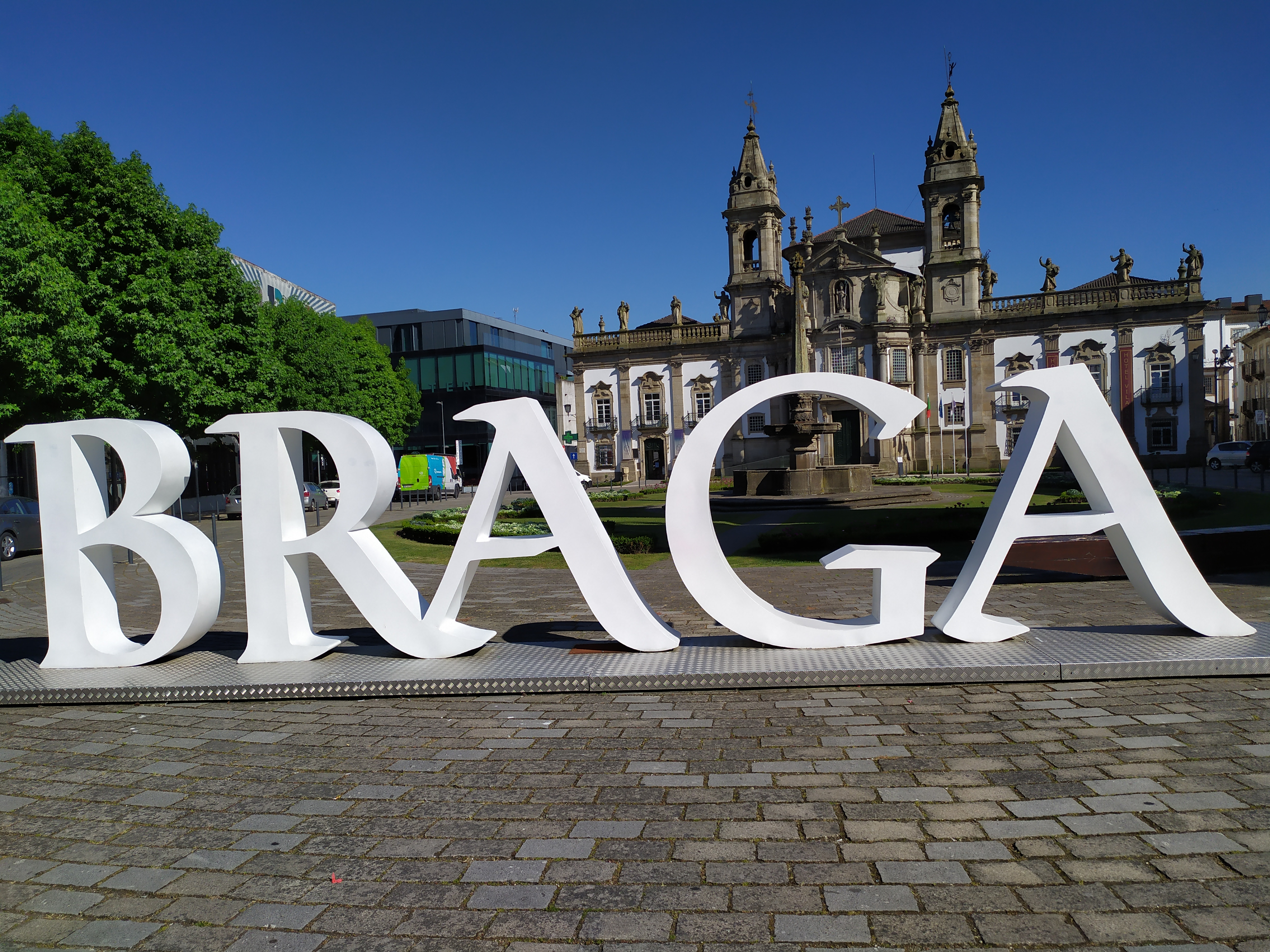
Braga (Portugal)
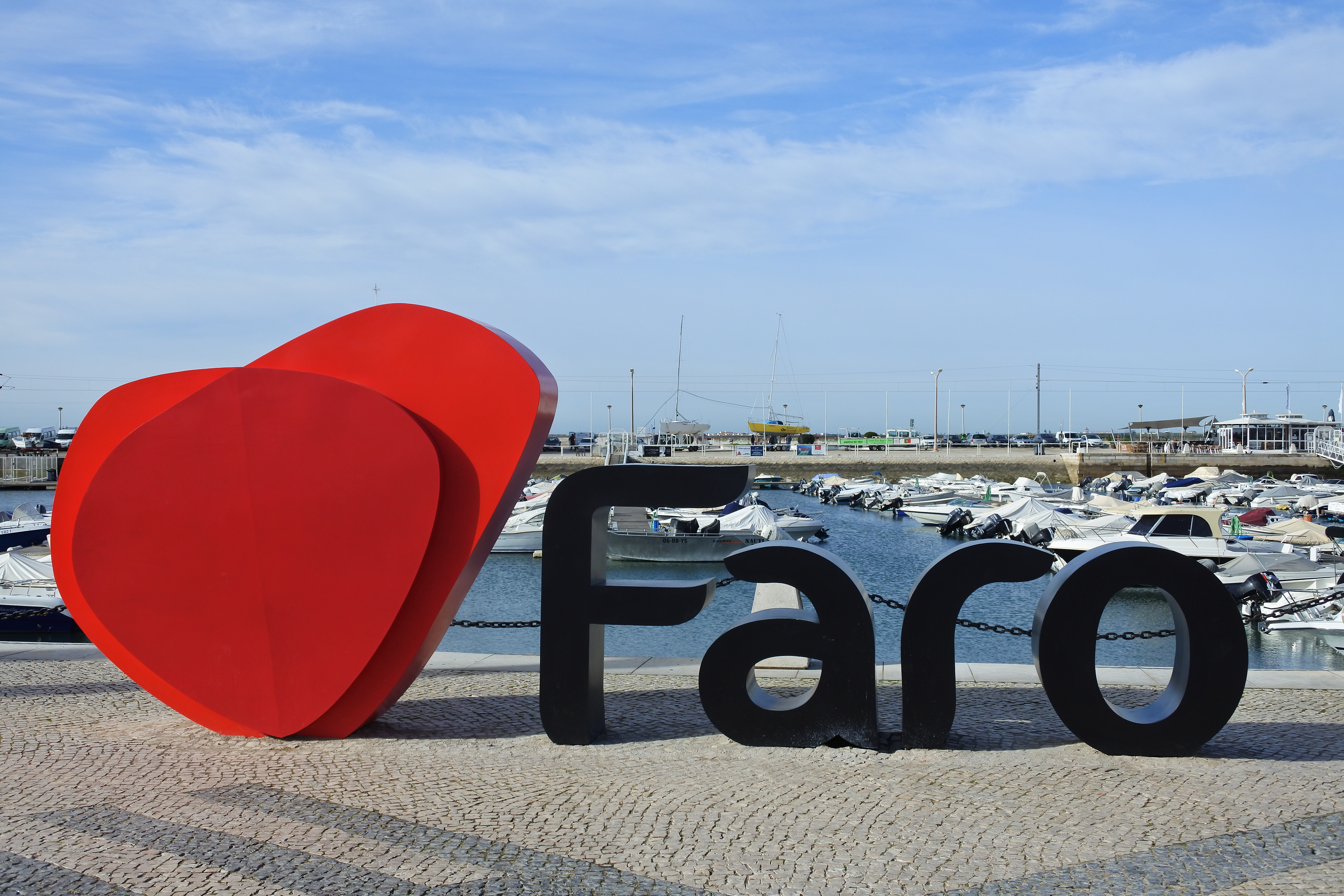
Faro (Portugal)
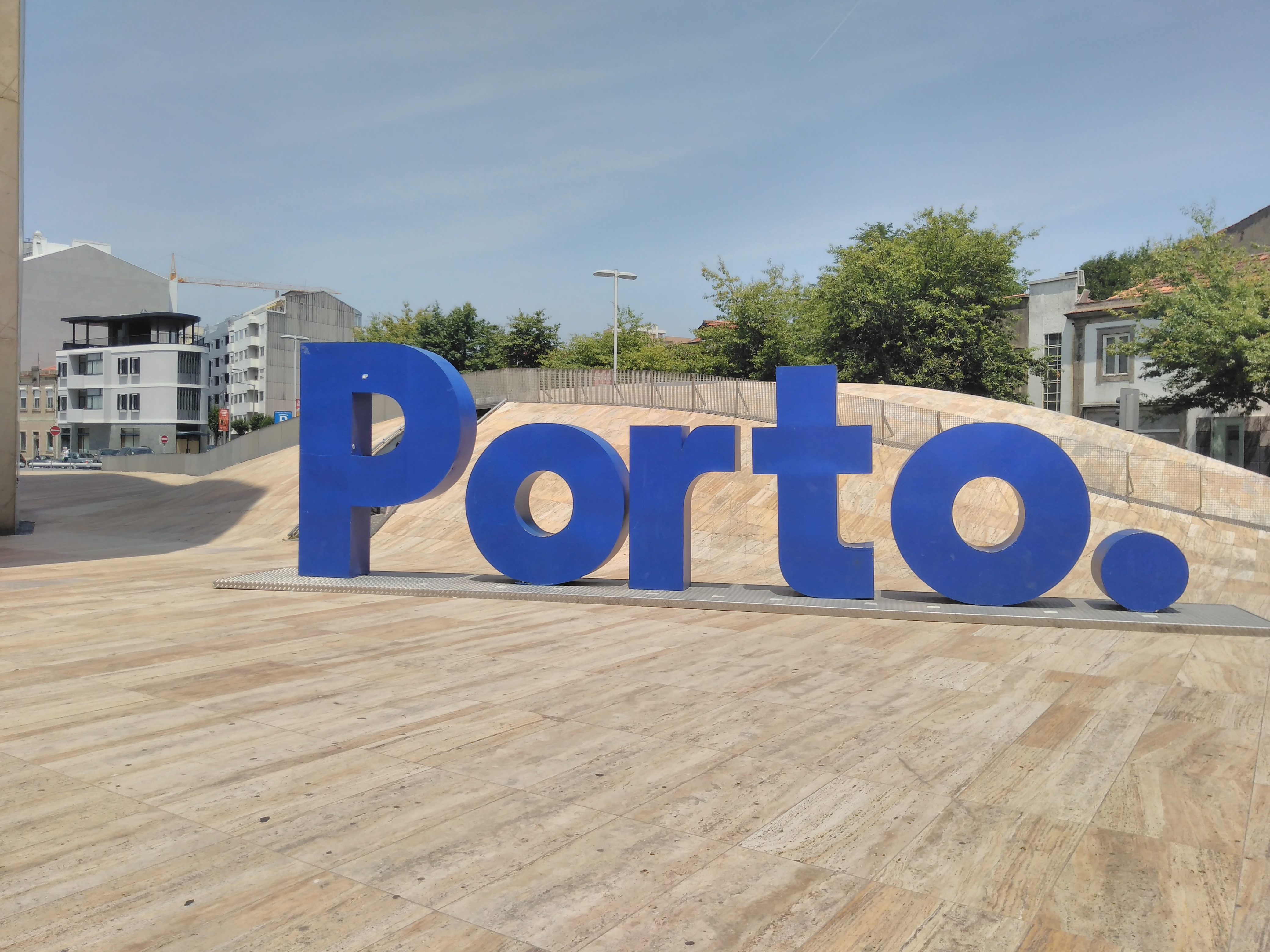
Oporto (Portugal)
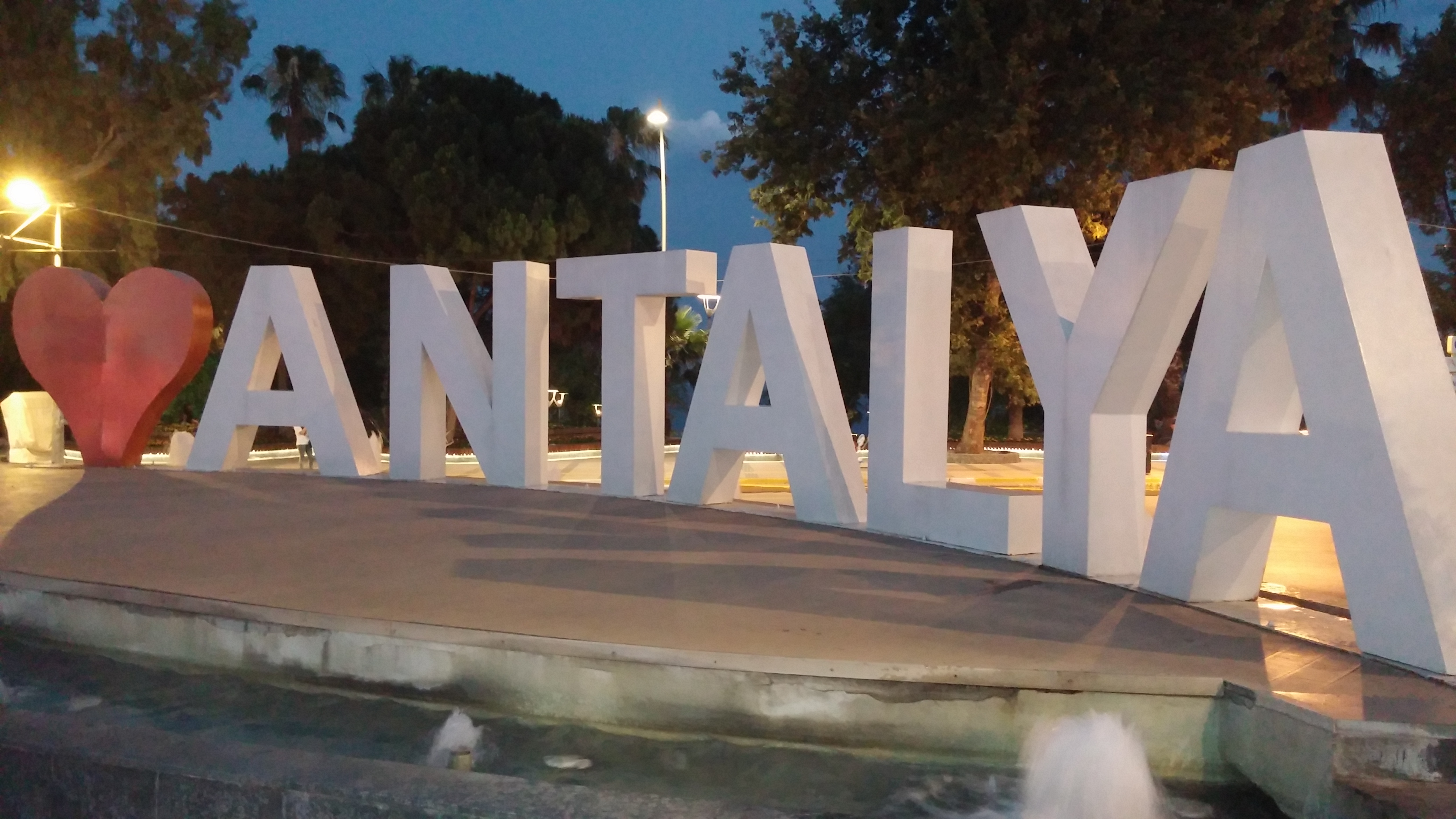
Antalya (Turquía)
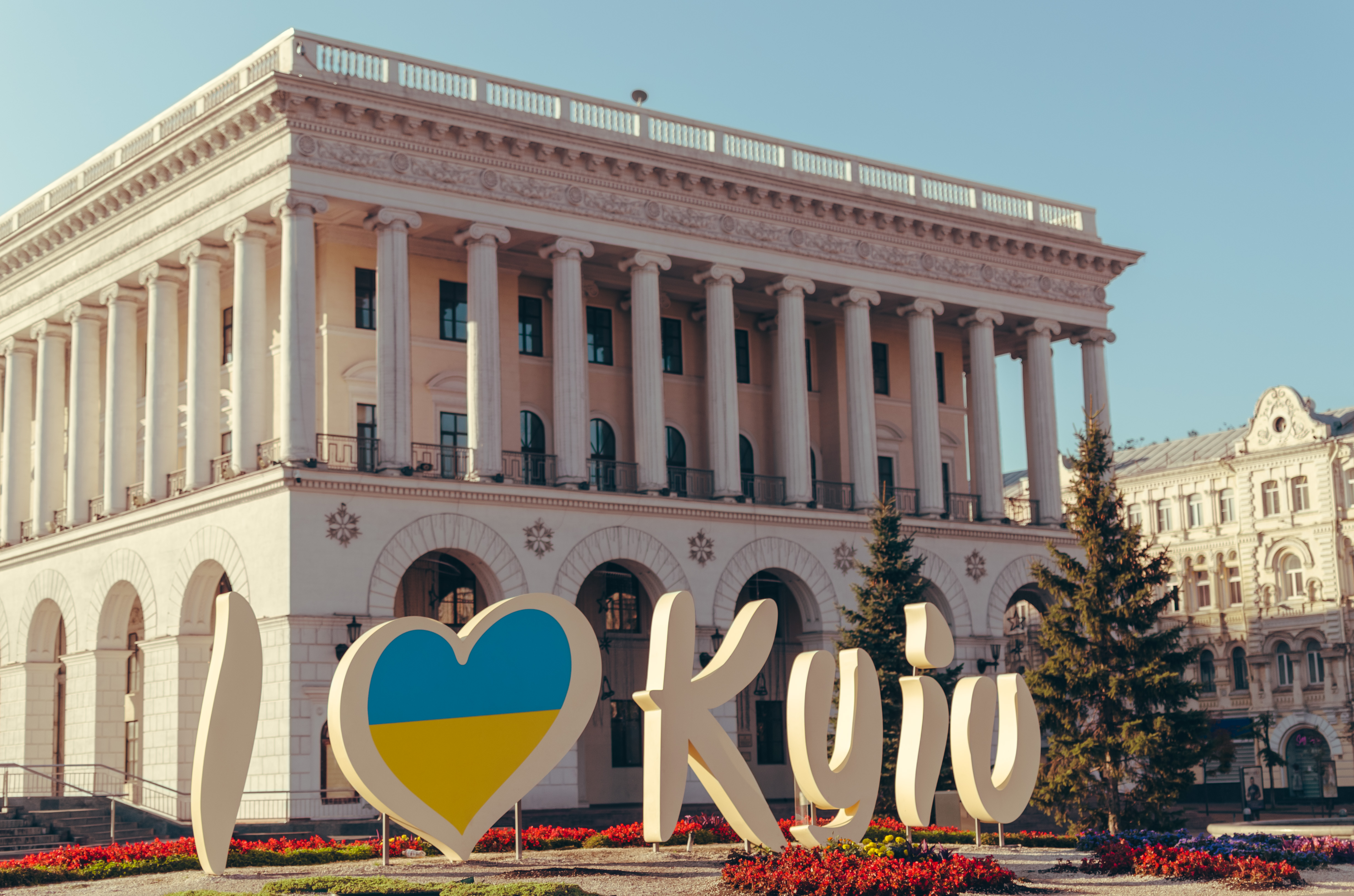
Kiev (Ucrania)
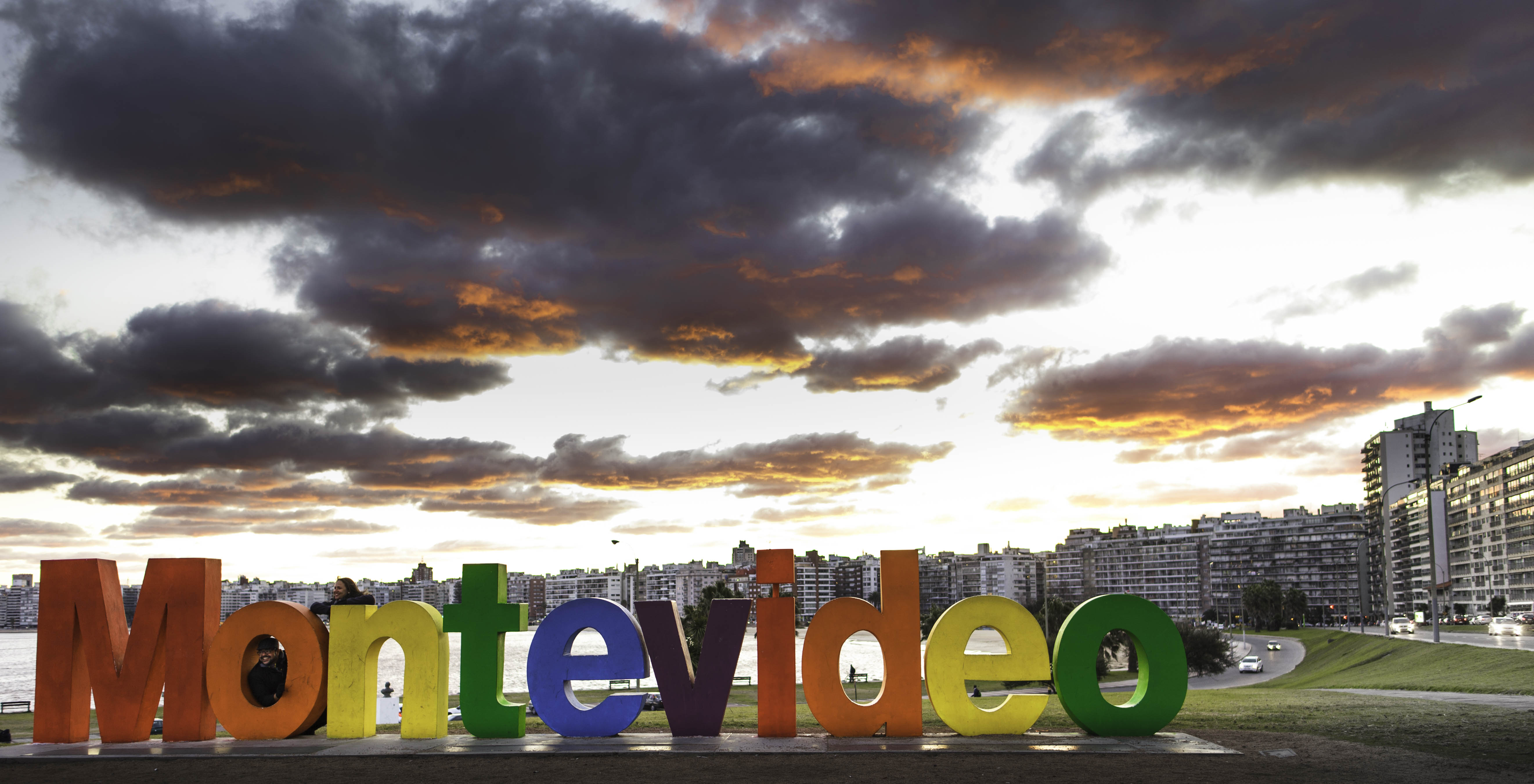
Montevideo (Uruguay)
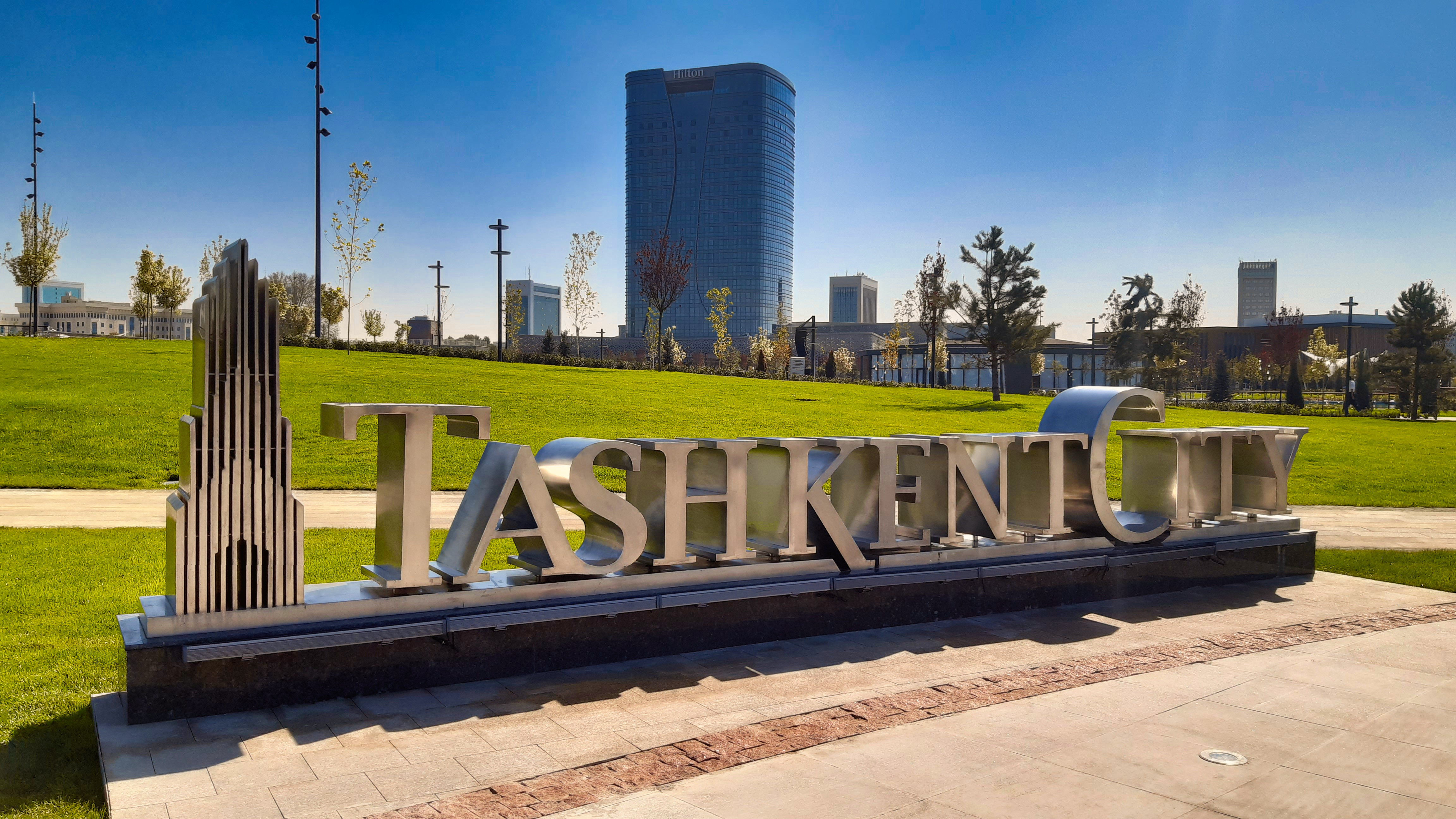
Taskent (Uzbekistán)